# Клапан (шахова тема)
Те́ма кла́пана — тема в шаховій композиції. Суть теми — своїм ходом чорна фігура відкриває лінію дії своєї далекобійної фігури і одночасно перекриває іншу лінію дії цієї чи іншої фігури.

## Історія
Ідея відома з часів існування міжнародного шахового об'єднання «Good Companion», яке функціонувало в 1913—1924 роках в США із центром у Філадельфії.
Чорна фігура під час виконання ходу спочатку відкриває одну лінію дії своєї фігури і закінчуючи виконання цього ходу закриває іншу лінію дії своєї фігури, що нагадує роботу клапана, внаслідок чого ідея дістала назву — тема клапана. Англійський журнал «Chess Amateur» у 1928 році провів на цю тему конкурс.

## Форми вираження теми
Існують такі форми вираження теми — простий клапан і подвійний клапан.

### Простий клапан
Зробивши хід, фігура відкриває лінію дії своєї далекобійної фігури і одночасно перекриває іншу лінію цієї ж фігури.
На діаграмі, розміщеній нижче, зображена задача на тему простого клапана у чотирьох варіантах.
|   | a | b | c | d | e | f | g | h |   |
| 8 | f8 біла тура · f6 чорний пішак · c5 білий кінь · e5 чорний король · f5 чорний кінь · h4 білий кінь · c3 білий пішак · d3 чорний ферзь · f3 білий ферзь · h3 білий король · a2 білий слон · d2 білий слон · e2 білий пішак · b1 чорний слон · c1 чорний слон · e1 біла тура | f8 біла тура · f6 чорний пішак · c5 білий кінь · e5 чорний король · f5 чорний кінь · h4 білий кінь · c3 білий пішак · d3 чорний ферзь · f3 білий ферзь · h3 білий король · a2 білий слон · d2 білий слон · e2 білий пішак · b1 чорний слон · c1 чорний слон · e1 біла тура | f8 біла тура · f6 чорний пішак · c5 білий кінь · e5 чорний король · f5 чорний кінь · h4 білий кінь · c3 білий пішак · d3 чорний ферзь · f3 білий ферзь · h3 білий король · a2 білий слон · d2 білий слон · e2 білий пішак · b1 чорний слон · c1 чорний слон · e1 біла тура | f8 біла тура · f6 чорний пішак · c5 білий кінь · e5 чорний король · f5 чорний кінь · h4 білий кінь · c3 білий пішак · d3 чорний ферзь · f3 білий ферзь · h3 білий король · a2 білий слон · d2 білий слон · e2 білий пішак · b1 чорний слон · c1 чорний слон · e1 біла тура | f8 біла тура · f6 чорний пішак · c5 білий кінь · e5 чорний король · f5 чорний кінь · h4 білий кінь · c3 білий пішак · d3 чорний ферзь · f3 білий ферзь · h3 білий король · a2 білий слон · d2 білий слон · e2 білий пішак · b1 чорний слон · c1 чорний слон · e1 біла тура | f8 біла тура · f6 чорний пішак · c5 білий кінь · e5 чорний король · f5 чорний кінь · h4 білий кінь · c3 білий пішак · d3 чорний ферзь · f3 білий ферзь · h3 білий король · a2 білий слон · d2 білий слон · e2 білий пішак · b1 чорний слон · c1 чорний слон · e1 біла тура | f8 біла тура · f6 чорний пішак · c5 білий кінь · e5 чорний король · f5 чорний кінь · h4 білий кінь · c3 білий пішак · d3 чорний ферзь · f3 білий ферзь · h3 білий король · a2 білий слон · d2 білий слон · e2 білий пішак · b1 чорний слон · c1 чорний слон · e1 біла тура | f8 біла тура · f6 чорний пішак · c5 білий кінь · e5 чорний король · f5 чорний кінь · h4 білий кінь · c3 білий пішак · d3 чорний ферзь · f3 білий ферзь · h3 білий король · a2 білий слон · d2 білий слон · e2 білий пішак · b1 чорний слон · c1 чорний слон · e1 біла тура | 8 |
| 7 | f8 біла тура · f6 чорний пішак · c5 білий кінь · e5 чорний король · f5 чорний кінь · h4 білий кінь · c3 білий пішак · d3 чорний ферзь · f3 білий ферзь · h3 білий король · a2 білий слон · d2 білий слон · e2 білий пішак · b1 чорний слон · c1 чорний слон · e1 біла тура | f8 біла тура · f6 чорний пішак · c5 білий кінь · e5 чорний король · f5 чорний кінь · h4 білий кінь · c3 білий пішак · d3 чорний ферзь · f3 білий ферзь · h3 білий король · a2 білий слон · d2 білий слон · e2 білий пішак · b1 чорний слон · c1 чорний слон · e1 біла тура | f8 біла тура · f6 чорний пішак · c5 білий кінь · e5 чорний король · f5 чорний кінь · h4 білий кінь · c3 білий пішак · d3 чорний ферзь · f3 білий ферзь · h3 білий король · a2 білий слон · d2 білий слон · e2 білий пішак · b1 чорний слон · c1 чорний слон · e1 біла тура | f8 біла тура · f6 чорний пішак · c5 білий кінь · e5 чорний король · f5 чорний кінь · h4 білий кінь · c3 білий пішак · d3 чорний ферзь · f3 білий ферзь · h3 білий король · a2 білий слон · d2 білий слон · e2 білий пішак · b1 чорний слон · c1 чорний слон · e1 біла тура | f8 біла тура · f6 чорний пішак · c5 білий кінь · e5 чорний король · f5 чорний кінь · h4 білий кінь · c3 білий пішак · d3 чорний ферзь · f3 білий ферзь · h3 білий король · a2 білий слон · d2 білий слон · e2 білий пішак · b1 чорний слон · c1 чорний слон · e1 біла тура | f8 біла тура · f6 чорний пішак · c5 білий кінь · e5 чорний король · f5 чорний кінь · h4 білий кінь · c3 білий пішак · d3 чорний ферзь · f3 білий ферзь · h3 білий король · a2 білий слон · d2 білий слон · e2 білий пішак · b1 чорний слон · c1 чорний слон · e1 біла тура | f8 біла тура · f6 чорний пішак · c5 білий кінь · e5 чорний король · f5 чорний кінь · h4 білий кінь · c3 білий пішак · d3 чорний ферзь · f3 білий ферзь · h3 білий король · a2 білий слон · d2 білий слон · e2 білий пішак · b1 чорний слон · c1 чорний слон · e1 біла тура | f8 біла тура · f6 чорний пішак · c5 білий кінь · e5 чорний король · f5 чорний кінь · h4 білий кінь · c3 білий пішак · d3 чорний ферзь · f3 білий ферзь · h3 білий король · a2 білий слон · d2 білий слон · e2 білий пішак · b1 чорний слон · c1 чорний слон · e1 біла тура | 7 |
| 6 | f8 біла тура · f6 чорний пішак · c5 білий кінь · e5 чорний король · f5 чорний кінь · h4 білий кінь · c3 білий пішак · d3 чорний ферзь · f3 білий ферзь · h3 білий король · a2 білий слон · d2 білий слон · e2 білий пішак · b1 чорний слон · c1 чорний слон · e1 біла тура | f8 біла тура · f6 чорний пішак · c5 білий кінь · e5 чорний король · f5 чорний кінь · h4 білий кінь · c3 білий пішак · d3 чорний ферзь · f3 білий ферзь · h3 білий король · a2 білий слон · d2 білий слон · e2 білий пішак · b1 чорний слон · c1 чорний слон · e1 біла тура | f8 біла тура · f6 чорний пішак · c5 білий кінь · e5 чорний король · f5 чорний кінь · h4 білий кінь · c3 білий пішак · d3 чорний ферзь · f3 білий ферзь · h3 білий король · a2 білий слон · d2 білий слон · e2 білий пішак · b1 чорний слон · c1 чорний слон · e1 біла тура | f8 біла тура · f6 чорний пішак · c5 білий кінь · e5 чорний король · f5 чорний кінь · h4 білий кінь · c3 білий пішак · d3 чорний ферзь · f3 білий ферзь · h3 білий король · a2 білий слон · d2 білий слон · e2 білий пішак · b1 чорний слон · c1 чорний слон · e1 біла тура | f8 біла тура · f6 чорний пішак · c5 білий кінь · e5 чорний король · f5 чорний кінь · h4 білий кінь · c3 білий пішак · d3 чорний ферзь · f3 білий ферзь · h3 білий король · a2 білий слон · d2 білий слон · e2 білий пішак · b1 чорний слон · c1 чорний слон · e1 біла тура | f8 біла тура · f6 чорний пішак · c5 білий кінь · e5 чорний король · f5 чорний кінь · h4 білий кінь · c3 білий пішак · d3 чорний ферзь · f3 білий ферзь · h3 білий король · a2 білий слон · d2 білий слон · e2 білий пішак · b1 чорний слон · c1 чорний слон · e1 біла тура | f8 біла тура · f6 чорний пішак · c5 білий кінь · e5 чорний король · f5 чорний кінь · h4 білий кінь · c3 білий пішак · d3 чорний ферзь · f3 білий ферзь · h3 білий король · a2 білий слон · d2 білий слон · e2 білий пішак · b1 чорний слон · c1 чорний слон · e1 біла тура | f8 біла тура · f6 чорний пішак · c5 білий кінь · e5 чорний король · f5 чорний кінь · h4 білий кінь · c3 білий пішак · d3 чорний ферзь · f3 білий ферзь · h3 білий король · a2 білий слон · d2 білий слон · e2 білий пішак · b1 чорний слон · c1 чорний слон · e1 біла тура | 6 |
| 5 | f8 біла тура · f6 чорний пішак · c5 білий кінь · e5 чорний король · f5 чорний кінь · h4 білий кінь · c3 білий пішак · d3 чорний ферзь · f3 білий ферзь · h3 білий король · a2 білий слон · d2 білий слон · e2 білий пішак · b1 чорний слон · c1 чорний слон · e1 біла тура | f8 біла тура · f6 чорний пішак · c5 білий кінь · e5 чорний король · f5 чорний кінь · h4 білий кінь · c3 білий пішак · d3 чорний ферзь · f3 білий ферзь · h3 білий король · a2 білий слон · d2 білий слон · e2 білий пішак · b1 чорний слон · c1 чорний слон · e1 біла тура | f8 біла тура · f6 чорний пішак · c5 білий кінь · e5 чорний король · f5 чорний кінь · h4 білий кінь · c3 білий пішак · d3 чорний ферзь · f3 білий ферзь · h3 білий король · a2 білий слон · d2 білий слон · e2 білий пішак · b1 чорний слон · c1 чорний слон · e1 біла тура | f8 біла тура · f6 чорний пішак · c5 білий кінь · e5 чорний король · f5 чорний кінь · h4 білий кінь · c3 білий пішак · d3 чорний ферзь · f3 білий ферзь · h3 білий король · a2 білий слон · d2 білий слон · e2 білий пішак · b1 чорний слон · c1 чорний слон · e1 біла тура | f8 біла тура · f6 чорний пішак · c5 білий кінь · e5 чорний король · f5 чорний кінь · h4 білий кінь · c3 білий пішак · d3 чорний ферзь · f3 білий ферзь · h3 білий король · a2 білий слон · d2 білий слон · e2 білий пішак · b1 чорний слон · c1 чорний слон · e1 біла тура | f8 біла тура · f6 чорний пішак · c5 білий кінь · e5 чорний король · f5 чорний кінь · h4 білий кінь · c3 білий пішак · d3 чорний ферзь · f3 білий ферзь · h3 білий король · a2 білий слон · d2 білий слон · e2 білий пішак · b1 чорний слон · c1 чорний слон · e1 біла тура | f8 біла тура · f6 чорний пішак · c5 білий кінь · e5 чорний король · f5 чорний кінь · h4 білий кінь · c3 білий пішак · d3 чорний ферзь · f3 білий ферзь · h3 білий король · a2 білий слон · d2 білий слон · e2 білий пішак · b1 чорний слон · c1 чорний слон · e1 біла тура | f8 біла тура · f6 чорний пішак · c5 білий кінь · e5 чорний король · f5 чорний кінь · h4 білий кінь · c3 білий пішак · d3 чорний ферзь · f3 білий ферзь · h3 білий король · a2 білий слон · d2 білий слон · e2 білий пішак · b1 чорний слон · c1 чорний слон · e1 біла тура | 5 |
| 4 | f8 біла тура · f6 чорний пішак · c5 білий кінь · e5 чорний король · f5 чорний кінь · h4 білий кінь · c3 білий пішак · d3 чорний ферзь · f3 білий ферзь · h3 білий король · a2 білий слон · d2 білий слон · e2 білий пішак · b1 чорний слон · c1 чорний слон · e1 біла тура | f8 біла тура · f6 чорний пішак · c5 білий кінь · e5 чорний король · f5 чорний кінь · h4 білий кінь · c3 білий пішак · d3 чорний ферзь · f3 білий ферзь · h3 білий король · a2 білий слон · d2 білий слон · e2 білий пішак · b1 чорний слон · c1 чорний слон · e1 біла тура | f8 біла тура · f6 чорний пішак · c5 білий кінь · e5 чорний король · f5 чорний кінь · h4 білий кінь · c3 білий пішак · d3 чорний ферзь · f3 білий ферзь · h3 білий король · a2 білий слон · d2 білий слон · e2 білий пішак · b1 чорний слон · c1 чорний слон · e1 біла тура | f8 біла тура · f6 чорний пішак · c5 білий кінь · e5 чорний король · f5 чорний кінь · h4 білий кінь · c3 білий пішак · d3 чорний ферзь · f3 білий ферзь · h3 білий король · a2 білий слон · d2 білий слон · e2 білий пішак · b1 чорний слон · c1 чорний слон · e1 біла тура | f8 біла тура · f6 чорний пішак · c5 білий кінь · e5 чорний король · f5 чорний кінь · h4 білий кінь · c3 білий пішак · d3 чорний ферзь · f3 білий ферзь · h3 білий король · a2 білий слон · d2 білий слон · e2 білий пішак · b1 чорний слон · c1 чорний слон · e1 біла тура | f8 біла тура · f6 чорний пішак · c5 білий кінь · e5 чорний король · f5 чорний кінь · h4 білий кінь · c3 білий пішак · d3 чорний ферзь · f3 білий ферзь · h3 білий король · a2 білий слон · d2 білий слон · e2 білий пішак · b1 чорний слон · c1 чорний слон · e1 біла тура | f8 біла тура · f6 чорний пішак · c5 білий кінь · e5 чорний король · f5 чорний кінь · h4 білий кінь · c3 білий пішак · d3 чорний ферзь · f3 білий ферзь · h3 білий король · a2 білий слон · d2 білий слон · e2 білий пішак · b1 чорний слон · c1 чорний слон · e1 біла тура | f8 біла тура · f6 чорний пішак · c5 білий кінь · e5 чорний король · f5 чорний кінь · h4 білий кінь · c3 білий пішак · d3 чорний ферзь · f3 білий ферзь · h3 білий король · a2 білий слон · d2 білий слон · e2 білий пішак · b1 чорний слон · c1 чорний слон · e1 біла тура | 4 |
| 3 | f8 біла тура · f6 чорний пішак · c5 білий кінь · e5 чорний король · f5 чорний кінь · h4 білий кінь · c3 білий пішак · d3 чорний ферзь · f3 білий ферзь · h3 білий король · a2 білий слон · d2 білий слон · e2 білий пішак · b1 чорний слон · c1 чорний слон · e1 біла тура | f8 біла тура · f6 чорний пішак · c5 білий кінь · e5 чорний король · f5 чорний кінь · h4 білий кінь · c3 білий пішак · d3 чорний ферзь · f3 білий ферзь · h3 білий король · a2 білий слон · d2 білий слон · e2 білий пішак · b1 чорний слон · c1 чорний слон · e1 біла тура | f8 біла тура · f6 чорний пішак · c5 білий кінь · e5 чорний король · f5 чорний кінь · h4 білий кінь · c3 білий пішак · d3 чорний ферзь · f3 білий ферзь · h3 білий король · a2 білий слон · d2 білий слон · e2 білий пішак · b1 чорний слон · c1 чорний слон · e1 біла тура | f8 біла тура · f6 чорний пішак · c5 білий кінь · e5 чорний король · f5 чорний кінь · h4 білий кінь · c3 білий пішак · d3 чорний ферзь · f3 білий ферзь · h3 білий король · a2 білий слон · d2 білий слон · e2 білий пішак · b1 чорний слон · c1 чорний слон · e1 біла тура | f8 біла тура · f6 чорний пішак · c5 білий кінь · e5 чорний король · f5 чорний кінь · h4 білий кінь · c3 білий пішак · d3 чорний ферзь · f3 білий ферзь · h3 білий король · a2 білий слон · d2 білий слон · e2 білий пішак · b1 чорний слон · c1 чорний слон · e1 біла тура | f8 біла тура · f6 чорний пішак · c5 білий кінь · e5 чорний король · f5 чорний кінь · h4 білий кінь · c3 білий пішак · d3 чорний ферзь · f3 білий ферзь · h3 білий король · a2 білий слон · d2 білий слон · e2 білий пішак · b1 чорний слон · c1 чорний слон · e1 біла тура | f8 біла тура · f6 чорний пішак · c5 білий кінь · e5 чорний король · f5 чорний кінь · h4 білий кінь · c3 білий пішак · d3 чорний ферзь · f3 білий ферзь · h3 білий король · a2 білий слон · d2 білий слон · e2 білий пішак · b1 чорний слон · c1 чорний слон · e1 біла тура | f8 біла тура · f6 чорний пішак · c5 білий кінь · e5 чорний король · f5 чорний кінь · h4 білий кінь · c3 білий пішак · d3 чорний ферзь · f3 білий ферзь · h3 білий король · a2 білий слон · d2 білий слон · e2 білий пішак · b1 чорний слон · c1 чорний слон · e1 біла тура | 3 |
| 2 | f8 біла тура · f6 чорний пішак · c5 білий кінь · e5 чорний король · f5 чорний кінь · h4 білий кінь · c3 білий пішак · d3 чорний ферзь · f3 білий ферзь · h3 білий король · a2 білий слон · d2 білий слон · e2 білий пішак · b1 чорний слон · c1 чорний слон · e1 біла тура | f8 біла тура · f6 чорний пішак · c5 білий кінь · e5 чорний король · f5 чорний кінь · h4 білий кінь · c3 білий пішак · d3 чорний ферзь · f3 білий ферзь · h3 білий король · a2 білий слон · d2 білий слон · e2 білий пішак · b1 чорний слон · c1 чорний слон · e1 біла тура | f8 біла тура · f6 чорний пішак · c5 білий кінь · e5 чорний король · f5 чорний кінь · h4 білий кінь · c3 білий пішак · d3 чорний ферзь · f3 білий ферзь · h3 білий король · a2 білий слон · d2 білий слон · e2 білий пішак · b1 чорний слон · c1 чорний слон · e1 біла тура | f8 біла тура · f6 чорний пішак · c5 білий кінь · e5 чорний король · f5 чорний кінь · h4 білий кінь · c3 білий пішак · d3 чорний ферзь · f3 білий ферзь · h3 білий король · a2 білий слон · d2 білий слон · e2 білий пішак · b1 чорний слон · c1 чорний слон · e1 біла тура | f8 біла тура · f6 чорний пішак · c5 білий кінь · e5 чорний король · f5 чорний кінь · h4 білий кінь · c3 білий пішак · d3 чорний ферзь · f3 білий ферзь · h3 білий король · a2 білий слон · d2 білий слон · e2 білий пішак · b1 чорний слон · c1 чорний слон · e1 біла тура | f8 біла тура · f6 чорний пішак · c5 білий кінь · e5 чорний король · f5 чорний кінь · h4 білий кінь · c3 білий пішак · d3 чорний ферзь · f3 білий ферзь · h3 білий король · a2 білий слон · d2 білий слон · e2 білий пішак · b1 чорний слон · c1 чорний слон · e1 біла тура | f8 біла тура · f6 чорний пішак · c5 білий кінь · e5 чорний король · f5 чорний кінь · h4 білий кінь · c3 білий пішак · d3 чорний ферзь · f3 білий ферзь · h3 білий король · a2 білий слон · d2 білий слон · e2 білий пішак · b1 чорний слон · c1 чорний слон · e1 біла тура | f8 біла тура · f6 чорний пішак · c5 білий кінь · e5 чорний король · f5 чорний кінь · h4 білий кінь · c3 білий пішак · d3 чорний ферзь · f3 білий ферзь · h3 білий король · a2 білий слон · d2 білий слон · e2 білий пішак · b1 чорний слон · c1 чорний слон · e1 біла тура | 2 |
| 1 | f8 біла тура · f6 чорний пішак · c5 білий кінь · e5 чорний король · f5 чорний кінь · h4 білий кінь · c3 білий пішак · d3 чорний ферзь · f3 білий ферзь · h3 білий король · a2 білий слон · d2 білий слон · e2 білий пішак · b1 чорний слон · c1 чорний слон · e1 біла тура | f8 біла тура · f6 чорний пішак · c5 білий кінь · e5 чорний король · f5 чорний кінь · h4 білий кінь · c3 білий пішак · d3 чорний ферзь · f3 білий ферзь · h3 білий король · a2 білий слон · d2 білий слон · e2 білий пішак · b1 чорний слон · c1 чорний слон · e1 біла тура | f8 біла тура · f6 чорний пішак · c5 білий кінь · e5 чорний король · f5 чорний кінь · h4 білий кінь · c3 білий пішак · d3 чорний ферзь · f3 білий ферзь · h3 білий король · a2 білий слон · d2 білий слон · e2 білий пішак · b1 чорний слон · c1 чорний слон · e1 біла тура | f8 біла тура · f6 чорний пішак · c5 білий кінь · e5 чорний король · f5 чорний кінь · h4 білий кінь · c3 білий пішак · d3 чорний ферзь · f3 білий ферзь · h3 білий король · a2 білий слон · d2 білий слон · e2 білий пішак · b1 чорний слон · c1 чорний слон · e1 біла тура | f8 біла тура · f6 чорний пішак · c5 білий кінь · e5 чорний король · f5 чорний кінь · h4 білий кінь · c3 білий пішак · d3 чорний ферзь · f3 білий ферзь · h3 білий король · a2 білий слон · d2 білий слон · e2 білий пішак · b1 чорний слон · c1 чорний слон · e1 біла тура | f8 біла тура · f6 чорний пішак · c5 білий кінь · e5 чорний король · f5 чорний кінь · h4 білий кінь · c3 білий пішак · d3 чорний ферзь · f3 білий ферзь · h3 білий король · a2 білий слон · d2 білий слон · e2 білий пішак · b1 чорний слон · c1 чорний слон · e1 біла тура | f8 біла тура · f6 чорний пішак · c5 білий кінь · e5 чорний король · f5 чорний кінь · h4 білий кінь · c3 білий пішак · d3 чорний ферзь · f3 білий ферзь · h3 білий король · a2 білий слон · d2 білий слон · e2 білий пішак · b1 чорний слон · c1 чорний слон · e1 біла тура | f8 біла тура · f6 чорний пішак · c5 білий кінь · e5 чорний король · f5 чорний кінь · h4 білий кінь · c3 білий пішак · d3 чорний ферзь · f3 білий ферзь · h3 білий король · a2 білий слон · d2 білий слон · e2 білий пішак · b1 чорний слон · c1 чорний слон · e1 біла тура | 1 |
|   | a | b | c | d | e | f | g | h |   |

1. Td8! ~ 2. Sg6#

1. … Sg3 2. Df4#
1. … Se3 2. Dg3#
1. … Sd4 2. Td5#
1. … Sd6 2. Sd7#
- — - — - — -
1. … Df3 2. S: d3#
1. … S: f3 2. ed#

### Подвійний клапан
Зробивши хід, фігура відкриває лінію дії своєї далекобійної фігури і одночасно перекриває лінію дії іншої своєї фігури.
|   | a | b | c | d | e | f | g | h |   |
| 8 | a8 білий слон · f8 білий ферзь · g8 чорний слон · h8 чорний слон · c7 чорний ферзь · g6 чорний пішак · a5 чорний пішак · b5 білий кінь · e5 чорний кінь · a4 білий король · c4 чорний король · e4 білий пішак · f4 біла тура · h4 чорна тура · a3 білий слон · b3 чорний пішак · h3 чорна тура · c2 білий пішак · f2 білий кінь | a8 білий слон · f8 білий ферзь · g8 чорний слон · h8 чорний слон · c7 чорний ферзь · g6 чорний пішак · a5 чорний пішак · b5 білий кінь · e5 чорний кінь · a4 білий король · c4 чорний король · e4 білий пішак · f4 біла тура · h4 чорна тура · a3 білий слон · b3 чорний пішак · h3 чорна тура · c2 білий пішак · f2 білий кінь | a8 білий слон · f8 білий ферзь · g8 чорний слон · h8 чорний слон · c7 чорний ферзь · g6 чорний пішак · a5 чорний пішак · b5 білий кінь · e5 чорний кінь · a4 білий король · c4 чорний король · e4 білий пішак · f4 біла тура · h4 чорна тура · a3 білий слон · b3 чорний пішак · h3 чорна тура · c2 білий пішак · f2 білий кінь | a8 білий слон · f8 білий ферзь · g8 чорний слон · h8 чорний слон · c7 чорний ферзь · g6 чорний пішак · a5 чорний пішак · b5 білий кінь · e5 чорний кінь · a4 білий король · c4 чорний король · e4 білий пішак · f4 біла тура · h4 чорна тура · a3 білий слон · b3 чорний пішак · h3 чорна тура · c2 білий пішак · f2 білий кінь | a8 білий слон · f8 білий ферзь · g8 чорний слон · h8 чорний слон · c7 чорний ферзь · g6 чорний пішак · a5 чорний пішак · b5 білий кінь · e5 чорний кінь · a4 білий король · c4 чорний король · e4 білий пішак · f4 біла тура · h4 чорна тура · a3 білий слон · b3 чорний пішак · h3 чорна тура · c2 білий пішак · f2 білий кінь | a8 білий слон · f8 білий ферзь · g8 чорний слон · h8 чорний слон · c7 чорний ферзь · g6 чорний пішак · a5 чорний пішак · b5 білий кінь · e5 чорний кінь · a4 білий король · c4 чорний король · e4 білий пішак · f4 біла тура · h4 чорна тура · a3 білий слон · b3 чорний пішак · h3 чорна тура · c2 білий пішак · f2 білий кінь | a8 білий слон · f8 білий ферзь · g8 чорний слон · h8 чорний слон · c7 чорний ферзь · g6 чорний пішак · a5 чорний пішак · b5 білий кінь · e5 чорний кінь · a4 білий король · c4 чорний король · e4 білий пішак · f4 біла тура · h4 чорна тура · a3 білий слон · b3 чорний пішак · h3 чорна тура · c2 білий пішак · f2 білий кінь | a8 білий слон · f8 білий ферзь · g8 чорний слон · h8 чорний слон · c7 чорний ферзь · g6 чорний пішак · a5 чорний пішак · b5 білий кінь · e5 чорний кінь · a4 білий король · c4 чорний король · e4 білий пішак · f4 біла тура · h4 чорна тура · a3 білий слон · b3 чорний пішак · h3 чорна тура · c2 білий пішак · f2 білий кінь | 8 |
| 7 | a8 білий слон · f8 білий ферзь · g8 чорний слон · h8 чорний слон · c7 чорний ферзь · g6 чорний пішак · a5 чорний пішак · b5 білий кінь · e5 чорний кінь · a4 білий король · c4 чорний король · e4 білий пішак · f4 біла тура · h4 чорна тура · a3 білий слон · b3 чорний пішак · h3 чорна тура · c2 білий пішак · f2 білий кінь | a8 білий слон · f8 білий ферзь · g8 чорний слон · h8 чорний слон · c7 чорний ферзь · g6 чорний пішак · a5 чорний пішак · b5 білий кінь · e5 чорний кінь · a4 білий король · c4 чорний король · e4 білий пішак · f4 біла тура · h4 чорна тура · a3 білий слон · b3 чорний пішак · h3 чорна тура · c2 білий пішак · f2 білий кінь | a8 білий слон · f8 білий ферзь · g8 чорний слон · h8 чорний слон · c7 чорний ферзь · g6 чорний пішак · a5 чорний пішак · b5 білий кінь · e5 чорний кінь · a4 білий король · c4 чорний король · e4 білий пішак · f4 біла тура · h4 чорна тура · a3 білий слон · b3 чорний пішак · h3 чорна тура · c2 білий пішак · f2 білий кінь | a8 білий слон · f8 білий ферзь · g8 чорний слон · h8 чорний слон · c7 чорний ферзь · g6 чорний пішак · a5 чорний пішак · b5 білий кінь · e5 чорний кінь · a4 білий король · c4 чорний король · e4 білий пішак · f4 біла тура · h4 чорна тура · a3 білий слон · b3 чорний пішак · h3 чорна тура · c2 білий пішак · f2 білий кінь | a8 білий слон · f8 білий ферзь · g8 чорний слон · h8 чорний слон · c7 чорний ферзь · g6 чорний пішак · a5 чорний пішак · b5 білий кінь · e5 чорний кінь · a4 білий король · c4 чорний король · e4 білий пішак · f4 біла тура · h4 чорна тура · a3 білий слон · b3 чорний пішак · h3 чорна тура · c2 білий пішак · f2 білий кінь | a8 білий слон · f8 білий ферзь · g8 чорний слон · h8 чорний слон · c7 чорний ферзь · g6 чорний пішак · a5 чорний пішак · b5 білий кінь · e5 чорний кінь · a4 білий король · c4 чорний король · e4 білий пішак · f4 біла тура · h4 чорна тура · a3 білий слон · b3 чорний пішак · h3 чорна тура · c2 білий пішак · f2 білий кінь | a8 білий слон · f8 білий ферзь · g8 чорний слон · h8 чорний слон · c7 чорний ферзь · g6 чорний пішак · a5 чорний пішак · b5 білий кінь · e5 чорний кінь · a4 білий король · c4 чорний король · e4 білий пішак · f4 біла тура · h4 чорна тура · a3 білий слон · b3 чорний пішак · h3 чорна тура · c2 білий пішак · f2 білий кінь | a8 білий слон · f8 білий ферзь · g8 чорний слон · h8 чорний слон · c7 чорний ферзь · g6 чорний пішак · a5 чорний пішак · b5 білий кінь · e5 чорний кінь · a4 білий король · c4 чорний король · e4 білий пішак · f4 біла тура · h4 чорна тура · a3 білий слон · b3 чорний пішак · h3 чорна тура · c2 білий пішак · f2 білий кінь | 7 |
| 6 | a8 білий слон · f8 білий ферзь · g8 чорний слон · h8 чорний слон · c7 чорний ферзь · g6 чорний пішак · a5 чорний пішак · b5 білий кінь · e5 чорний кінь · a4 білий король · c4 чорний король · e4 білий пішак · f4 біла тура · h4 чорна тура · a3 білий слон · b3 чорний пішак · h3 чорна тура · c2 білий пішак · f2 білий кінь | a8 білий слон · f8 білий ферзь · g8 чорний слон · h8 чорний слон · c7 чорний ферзь · g6 чорний пішак · a5 чорний пішак · b5 білий кінь · e5 чорний кінь · a4 білий король · c4 чорний король · e4 білий пішак · f4 біла тура · h4 чорна тура · a3 білий слон · b3 чорний пішак · h3 чорна тура · c2 білий пішак · f2 білий кінь | a8 білий слон · f8 білий ферзь · g8 чорний слон · h8 чорний слон · c7 чорний ферзь · g6 чорний пішак · a5 чорний пішак · b5 білий кінь · e5 чорний кінь · a4 білий король · c4 чорний король · e4 білий пішак · f4 біла тура · h4 чорна тура · a3 білий слон · b3 чорний пішак · h3 чорна тура · c2 білий пішак · f2 білий кінь | a8 білий слон · f8 білий ферзь · g8 чорний слон · h8 чорний слон · c7 чорний ферзь · g6 чорний пішак · a5 чорний пішак · b5 білий кінь · e5 чорний кінь · a4 білий король · c4 чорний король · e4 білий пішак · f4 біла тура · h4 чорна тура · a3 білий слон · b3 чорний пішак · h3 чорна тура · c2 білий пішак · f2 білий кінь | a8 білий слон · f8 білий ферзь · g8 чорний слон · h8 чорний слон · c7 чорний ферзь · g6 чорний пішак · a5 чорний пішак · b5 білий кінь · e5 чорний кінь · a4 білий король · c4 чорний король · e4 білий пішак · f4 біла тура · h4 чорна тура · a3 білий слон · b3 чорний пішак · h3 чорна тура · c2 білий пішак · f2 білий кінь | a8 білий слон · f8 білий ферзь · g8 чорний слон · h8 чорний слон · c7 чорний ферзь · g6 чорний пішак · a5 чорний пішак · b5 білий кінь · e5 чорний кінь · a4 білий король · c4 чорний король · e4 білий пішак · f4 біла тура · h4 чорна тура · a3 білий слон · b3 чорний пішак · h3 чорна тура · c2 білий пішак · f2 білий кінь | a8 білий слон · f8 білий ферзь · g8 чорний слон · h8 чорний слон · c7 чорний ферзь · g6 чорний пішак · a5 чорний пішак · b5 білий кінь · e5 чорний кінь · a4 білий король · c4 чорний король · e4 білий пішак · f4 біла тура · h4 чорна тура · a3 білий слон · b3 чорний пішак · h3 чорна тура · c2 білий пішак · f2 білий кінь | a8 білий слон · f8 білий ферзь · g8 чорний слон · h8 чорний слон · c7 чорний ферзь · g6 чорний пішак · a5 чорний пішак · b5 білий кінь · e5 чорний кінь · a4 білий король · c4 чорний король · e4 білий пішак · f4 біла тура · h4 чорна тура · a3 білий слон · b3 чорний пішак · h3 чорна тура · c2 білий пішак · f2 білий кінь | 6 |
| 5 | a8 білий слон · f8 білий ферзь · g8 чорний слон · h8 чорний слон · c7 чорний ферзь · g6 чорний пішак · a5 чорний пішак · b5 білий кінь · e5 чорний кінь · a4 білий король · c4 чорний король · e4 білий пішак · f4 біла тура · h4 чорна тура · a3 білий слон · b3 чорний пішак · h3 чорна тура · c2 білий пішак · f2 білий кінь | a8 білий слон · f8 білий ферзь · g8 чорний слон · h8 чорний слон · c7 чорний ферзь · g6 чорний пішак · a5 чорний пішак · b5 білий кінь · e5 чорний кінь · a4 білий король · c4 чорний король · e4 білий пішак · f4 біла тура · h4 чорна тура · a3 білий слон · b3 чорний пішак · h3 чорна тура · c2 білий пішак · f2 білий кінь | a8 білий слон · f8 білий ферзь · g8 чорний слон · h8 чорний слон · c7 чорний ферзь · g6 чорний пішак · a5 чорний пішак · b5 білий кінь · e5 чорний кінь · a4 білий король · c4 чорний король · e4 білий пішак · f4 біла тура · h4 чорна тура · a3 білий слон · b3 чорний пішак · h3 чорна тура · c2 білий пішак · f2 білий кінь | a8 білий слон · f8 білий ферзь · g8 чорний слон · h8 чорний слон · c7 чорний ферзь · g6 чорний пішак · a5 чорний пішак · b5 білий кінь · e5 чорний кінь · a4 білий король · c4 чорний король · e4 білий пішак · f4 біла тура · h4 чорна тура · a3 білий слон · b3 чорний пішак · h3 чорна тура · c2 білий пішак · f2 білий кінь | a8 білий слон · f8 білий ферзь · g8 чорний слон · h8 чорний слон · c7 чорний ферзь · g6 чорний пішак · a5 чорний пішак · b5 білий кінь · e5 чорний кінь · a4 білий король · c4 чорний король · e4 білий пішак · f4 біла тура · h4 чорна тура · a3 білий слон · b3 чорний пішак · h3 чорна тура · c2 білий пішак · f2 білий кінь | a8 білий слон · f8 білий ферзь · g8 чорний слон · h8 чорний слон · c7 чорний ферзь · g6 чорний пішак · a5 чорний пішак · b5 білий кінь · e5 чорний кінь · a4 білий король · c4 чорний король · e4 білий пішак · f4 біла тура · h4 чорна тура · a3 білий слон · b3 чорний пішак · h3 чорна тура · c2 білий пішак · f2 білий кінь | a8 білий слон · f8 білий ферзь · g8 чорний слон · h8 чорний слон · c7 чорний ферзь · g6 чорний пішак · a5 чорний пішак · b5 білий кінь · e5 чорний кінь · a4 білий король · c4 чорний король · e4 білий пішак · f4 біла тура · h4 чорна тура · a3 білий слон · b3 чорний пішак · h3 чорна тура · c2 білий пішак · f2 білий кінь | a8 білий слон · f8 білий ферзь · g8 чорний слон · h8 чорний слон · c7 чорний ферзь · g6 чорний пішак · a5 чорний пішак · b5 білий кінь · e5 чорний кінь · a4 білий король · c4 чорний король · e4 білий пішак · f4 біла тура · h4 чорна тура · a3 білий слон · b3 чорний пішак · h3 чорна тура · c2 білий пішак · f2 білий кінь | 5 |
| 4 | a8 білий слон · f8 білий ферзь · g8 чорний слон · h8 чорний слон · c7 чорний ферзь · g6 чорний пішак · a5 чорний пішак · b5 білий кінь · e5 чорний кінь · a4 білий король · c4 чорний король · e4 білий пішак · f4 біла тура · h4 чорна тура · a3 білий слон · b3 чорний пішак · h3 чорна тура · c2 білий пішак · f2 білий кінь | a8 білий слон · f8 білий ферзь · g8 чорний слон · h8 чорний слон · c7 чорний ферзь · g6 чорний пішак · a5 чорний пішак · b5 білий кінь · e5 чорний кінь · a4 білий король · c4 чорний король · e4 білий пішак · f4 біла тура · h4 чорна тура · a3 білий слон · b3 чорний пішак · h3 чорна тура · c2 білий пішак · f2 білий кінь | a8 білий слон · f8 білий ферзь · g8 чорний слон · h8 чорний слон · c7 чорний ферзь · g6 чорний пішак · a5 чорний пішак · b5 білий кінь · e5 чорний кінь · a4 білий король · c4 чорний король · e4 білий пішак · f4 біла тура · h4 чорна тура · a3 білий слон · b3 чорний пішак · h3 чорна тура · c2 білий пішак · f2 білий кінь | a8 білий слон · f8 білий ферзь · g8 чорний слон · h8 чорний слон · c7 чорний ферзь · g6 чорний пішак · a5 чорний пішак · b5 білий кінь · e5 чорний кінь · a4 білий король · c4 чорний король · e4 білий пішак · f4 біла тура · h4 чорна тура · a3 білий слон · b3 чорний пішак · h3 чорна тура · c2 білий пішак · f2 білий кінь | a8 білий слон · f8 білий ферзь · g8 чорний слон · h8 чорний слон · c7 чорний ферзь · g6 чорний пішак · a5 чорний пішак · b5 білий кінь · e5 чорний кінь · a4 білий король · c4 чорний король · e4 білий пішак · f4 біла тура · h4 чорна тура · a3 білий слон · b3 чорний пішак · h3 чорна тура · c2 білий пішак · f2 білий кінь | a8 білий слон · f8 білий ферзь · g8 чорний слон · h8 чорний слон · c7 чорний ферзь · g6 чорний пішак · a5 чорний пішак · b5 білий кінь · e5 чорний кінь · a4 білий король · c4 чорний король · e4 білий пішак · f4 біла тура · h4 чорна тура · a3 білий слон · b3 чорний пішак · h3 чорна тура · c2 білий пішак · f2 білий кінь | a8 білий слон · f8 білий ферзь · g8 чорний слон · h8 чорний слон · c7 чорний ферзь · g6 чорний пішак · a5 чорний пішак · b5 білий кінь · e5 чорний кінь · a4 білий король · c4 чорний король · e4 білий пішак · f4 біла тура · h4 чорна тура · a3 білий слон · b3 чорний пішак · h3 чорна тура · c2 білий пішак · f2 білий кінь | a8 білий слон · f8 білий ферзь · g8 чорний слон · h8 чорний слон · c7 чорний ферзь · g6 чорний пішак · a5 чорний пішак · b5 білий кінь · e5 чорний кінь · a4 білий король · c4 чорний король · e4 білий пішак · f4 біла тура · h4 чорна тура · a3 білий слон · b3 чорний пішак · h3 чорна тура · c2 білий пішак · f2 білий кінь | 4 |
| 3 | a8 білий слон · f8 білий ферзь · g8 чорний слон · h8 чорний слон · c7 чорний ферзь · g6 чорний пішак · a5 чорний пішак · b5 білий кінь · e5 чорний кінь · a4 білий король · c4 чорний король · e4 білий пішак · f4 біла тура · h4 чорна тура · a3 білий слон · b3 чорний пішак · h3 чорна тура · c2 білий пішак · f2 білий кінь | a8 білий слон · f8 білий ферзь · g8 чорний слон · h8 чорний слон · c7 чорний ферзь · g6 чорний пішак · a5 чорний пішак · b5 білий кінь · e5 чорний кінь · a4 білий король · c4 чорний король · e4 білий пішак · f4 біла тура · h4 чорна тура · a3 білий слон · b3 чорний пішак · h3 чорна тура · c2 білий пішак · f2 білий кінь | a8 білий слон · f8 білий ферзь · g8 чорний слон · h8 чорний слон · c7 чорний ферзь · g6 чорний пішак · a5 чорний пішак · b5 білий кінь · e5 чорний кінь · a4 білий король · c4 чорний король · e4 білий пішак · f4 біла тура · h4 чорна тура · a3 білий слон · b3 чорний пішак · h3 чорна тура · c2 білий пішак · f2 білий кінь | a8 білий слон · f8 білий ферзь · g8 чорний слон · h8 чорний слон · c7 чорний ферзь · g6 чорний пішак · a5 чорний пішак · b5 білий кінь · e5 чорний кінь · a4 білий король · c4 чорний король · e4 білий пішак · f4 біла тура · h4 чорна тура · a3 білий слон · b3 чорний пішак · h3 чорна тура · c2 білий пішак · f2 білий кінь | a8 білий слон · f8 білий ферзь · g8 чорний слон · h8 чорний слон · c7 чорний ферзь · g6 чорний пішак · a5 чорний пішак · b5 білий кінь · e5 чорний кінь · a4 білий король · c4 чорний король · e4 білий пішак · f4 біла тура · h4 чорна тура · a3 білий слон · b3 чорний пішак · h3 чорна тура · c2 білий пішак · f2 білий кінь | a8 білий слон · f8 білий ферзь · g8 чорний слон · h8 чорний слон · c7 чорний ферзь · g6 чорний пішак · a5 чорний пішак · b5 білий кінь · e5 чорний кінь · a4 білий король · c4 чорний король · e4 білий пішак · f4 біла тура · h4 чорна тура · a3 білий слон · b3 чорний пішак · h3 чорна тура · c2 білий пішак · f2 білий кінь | a8 білий слон · f8 білий ферзь · g8 чорний слон · h8 чорний слон · c7 чорний ферзь · g6 чорний пішак · a5 чорний пішак · b5 білий кінь · e5 чорний кінь · a4 білий король · c4 чорний король · e4 білий пішак · f4 біла тура · h4 чорна тура · a3 білий слон · b3 чорний пішак · h3 чорна тура · c2 білий пішак · f2 білий кінь | a8 білий слон · f8 білий ферзь · g8 чорний слон · h8 чорний слон · c7 чорний ферзь · g6 чорний пішак · a5 чорний пішак · b5 білий кінь · e5 чорний кінь · a4 білий король · c4 чорний король · e4 білий пішак · f4 біла тура · h4 чорна тура · a3 білий слон · b3 чорний пішак · h3 чорна тура · c2 білий пішак · f2 білий кінь | 3 |
| 2 | a8 білий слон · f8 білий ферзь · g8 чорний слон · h8 чорний слон · c7 чорний ферзь · g6 чорний пішак · a5 чорний пішак · b5 білий кінь · e5 чорний кінь · a4 білий король · c4 чорний король · e4 білий пішак · f4 біла тура · h4 чорна тура · a3 білий слон · b3 чорний пішак · h3 чорна тура · c2 білий пішак · f2 білий кінь | a8 білий слон · f8 білий ферзь · g8 чорний слон · h8 чорний слон · c7 чорний ферзь · g6 чорний пішак · a5 чорний пішак · b5 білий кінь · e5 чорний кінь · a4 білий король · c4 чорний король · e4 білий пішак · f4 біла тура · h4 чорна тура · a3 білий слон · b3 чорний пішак · h3 чорна тура · c2 білий пішак · f2 білий кінь | a8 білий слон · f8 білий ферзь · g8 чорний слон · h8 чорний слон · c7 чорний ферзь · g6 чорний пішак · a5 чорний пішак · b5 білий кінь · e5 чорний кінь · a4 білий король · c4 чорний король · e4 білий пішак · f4 біла тура · h4 чорна тура · a3 білий слон · b3 чорний пішак · h3 чорна тура · c2 білий пішак · f2 білий кінь | a8 білий слон · f8 білий ферзь · g8 чорний слон · h8 чорний слон · c7 чорний ферзь · g6 чорний пішак · a5 чорний пішак · b5 білий кінь · e5 чорний кінь · a4 білий король · c4 чорний король · e4 білий пішак · f4 біла тура · h4 чорна тура · a3 білий слон · b3 чорний пішак · h3 чорна тура · c2 білий пішак · f2 білий кінь | a8 білий слон · f8 білий ферзь · g8 чорний слон · h8 чорний слон · c7 чорний ферзь · g6 чорний пішак · a5 чорний пішак · b5 білий кінь · e5 чорний кінь · a4 білий король · c4 чорний король · e4 білий пішак · f4 біла тура · h4 чорна тура · a3 білий слон · b3 чорний пішак · h3 чорна тура · c2 білий пішак · f2 білий кінь | a8 білий слон · f8 білий ферзь · g8 чорний слон · h8 чорний слон · c7 чорний ферзь · g6 чорний пішак · a5 чорний пішак · b5 білий кінь · e5 чорний кінь · a4 білий король · c4 чорний король · e4 білий пішак · f4 біла тура · h4 чорна тура · a3 білий слон · b3 чорний пішак · h3 чорна тура · c2 білий пішак · f2 білий кінь | a8 білий слон · f8 білий ферзь · g8 чорний слон · h8 чорний слон · c7 чорний ферзь · g6 чорний пішак · a5 чорний пішак · b5 білий кінь · e5 чорний кінь · a4 білий король · c4 чорний король · e4 білий пішак · f4 біла тура · h4 чорна тура · a3 білий слон · b3 чорний пішак · h3 чорна тура · c2 білий пішак · f2 білий кінь | a8 білий слон · f8 білий ферзь · g8 чорний слон · h8 чорний слон · c7 чорний ферзь · g6 чорний пішак · a5 чорний пішак · b5 білий кінь · e5 чорний кінь · a4 білий король · c4 чорний король · e4 білий пішак · f4 біла тура · h4 чорна тура · a3 білий слон · b3 чорний пішак · h3 чорна тура · c2 білий пішак · f2 білий кінь | 2 |
| 1 | a8 білий слон · f8 білий ферзь · g8 чорний слон · h8 чорний слон · c7 чорний ферзь · g6 чорний пішак · a5 чорний пішак · b5 білий кінь · e5 чорний кінь · a4 білий король · c4 чорний король · e4 білий пішак · f4 біла тура · h4 чорна тура · a3 білий слон · b3 чорний пішак · h3 чорна тура · c2 білий пішак · f2 білий кінь | a8 білий слон · f8 білий ферзь · g8 чорний слон · h8 чорний слон · c7 чорний ферзь · g6 чорний пішак · a5 чорний пішак · b5 білий кінь · e5 чорний кінь · a4 білий король · c4 чорний король · e4 білий пішак · f4 біла тура · h4 чорна тура · a3 білий слон · b3 чорний пішак · h3 чорна тура · c2 білий пішак · f2 білий кінь | a8 білий слон · f8 білий ферзь · g8 чорний слон · h8 чорний слон · c7 чорний ферзь · g6 чорний пішак · a5 чорний пішак · b5 білий кінь · e5 чорний кінь · a4 білий король · c4 чорний король · e4 білий пішак · f4 біла тура · h4 чорна тура · a3 білий слон · b3 чорний пішак · h3 чорна тура · c2 білий пішак · f2 білий кінь | a8 білий слон · f8 білий ферзь · g8 чорний слон · h8 чорний слон · c7 чорний ферзь · g6 чорний пішак · a5 чорний пішак · b5 білий кінь · e5 чорний кінь · a4 білий король · c4 чорний король · e4 білий пішак · f4 біла тура · h4 чорна тура · a3 білий слон · b3 чорний пішак · h3 чорна тура · c2 білий пішак · f2 білий кінь | a8 білий слон · f8 білий ферзь · g8 чорний слон · h8 чорний слон · c7 чорний ферзь · g6 чорний пішак · a5 чорний пішак · b5 білий кінь · e5 чорний кінь · a4 білий король · c4 чорний король · e4 білий пішак · f4 біла тура · h4 чорна тура · a3 білий слон · b3 чорний пішак · h3 чорна тура · c2 білий пішак · f2 білий кінь | a8 білий слон · f8 білий ферзь · g8 чорний слон · h8 чорний слон · c7 чорний ферзь · g6 чорний пішак · a5 чорний пішак · b5 білий кінь · e5 чорний кінь · a4 білий король · c4 чорний король · e4 білий пішак · f4 біла тура · h4 чорна тура · a3 білий слон · b3 чорний пішак · h3 чорна тура · c2 білий пішак · f2 білий кінь | a8 білий слон · f8 білий ферзь · g8 чорний слон · h8 чорний слон · c7 чорний ферзь · g6 чорний пішак · a5 чорний пішак · b5 білий кінь · e5 чорний кінь · a4 білий король · c4 чорний король · e4 білий пішак · f4 біла тура · h4 чорна тура · a3 білий слон · b3 чорний пішак · h3 чорна тура · c2 білий пішак · f2 білий кінь | a8 білий слон · f8 білий ферзь · g8 чорний слон · h8 чорний слон · c7 чорний ферзь · g6 чорний пішак · a5 чорний пішак · b5 білий кінь · e5 чорний кінь · a4 білий король · c4 чорний король · e4 білий пішак · f4 біла тура · h4 чорна тура · a3 білий слон · b3 чорний пішак · h3 чорна тура · c2 білий пішак · f2 білий кінь | 1 |
|   | a | b | c | d | e | f | g | h |   |

1. Sd1! ~ 2. Sb2#

1. … Sc6 2. Dc5#
1. … Sd7 2. D: g8#
1. … Sf7  2. Ld5#
1. … Sg4 2. e5#
1. … Sf3  2. Se3#
1. … Sd3 2. cb#

Тема виражена у шести варіантах.

## Синтез форм теми
Коли в задачі є варіанти на простий клапан, і на подвійний клапан в одному й тому ж механізмі — тоді в задачі виражено синтез обох форм теми. В наступній задачі виражено даний синтез.
|   | a | b | c | d | e | f | g | h |   |
| 8 | c8 чорна тура · e8 біла тура · f8 чорний слон · f7 білий кінь · g7 чорний пішак · h7 білий король · b6 чорний кінь · c6 білий ферзь · d6 білий слон · f6 чорний пішак · g6 білий слон · d5 чорний кінь · e5 чорний пішак · h5 чорний пішак · d4 чорний король · h4 чорна тура · a3 білий кінь · b3 чорний ферзь · g3 біла тура | c8 чорна тура · e8 біла тура · f8 чорний слон · f7 білий кінь · g7 чорний пішак · h7 білий король · b6 чорний кінь · c6 білий ферзь · d6 білий слон · f6 чорний пішак · g6 білий слон · d5 чорний кінь · e5 чорний пішак · h5 чорний пішак · d4 чорний король · h4 чорна тура · a3 білий кінь · b3 чорний ферзь · g3 біла тура | c8 чорна тура · e8 біла тура · f8 чорний слон · f7 білий кінь · g7 чорний пішак · h7 білий король · b6 чорний кінь · c6 білий ферзь · d6 білий слон · f6 чорний пішак · g6 білий слон · d5 чорний кінь · e5 чорний пішак · h5 чорний пішак · d4 чорний король · h4 чорна тура · a3 білий кінь · b3 чорний ферзь · g3 біла тура | c8 чорна тура · e8 біла тура · f8 чорний слон · f7 білий кінь · g7 чорний пішак · h7 білий король · b6 чорний кінь · c6 білий ферзь · d6 білий слон · f6 чорний пішак · g6 білий слон · d5 чорний кінь · e5 чорний пішак · h5 чорний пішак · d4 чорний король · h4 чорна тура · a3 білий кінь · b3 чорний ферзь · g3 біла тура | c8 чорна тура · e8 біла тура · f8 чорний слон · f7 білий кінь · g7 чорний пішак · h7 білий король · b6 чорний кінь · c6 білий ферзь · d6 білий слон · f6 чорний пішак · g6 білий слон · d5 чорний кінь · e5 чорний пішак · h5 чорний пішак · d4 чорний король · h4 чорна тура · a3 білий кінь · b3 чорний ферзь · g3 біла тура | c8 чорна тура · e8 біла тура · f8 чорний слон · f7 білий кінь · g7 чорний пішак · h7 білий король · b6 чорний кінь · c6 білий ферзь · d6 білий слон · f6 чорний пішак · g6 білий слон · d5 чорний кінь · e5 чорний пішак · h5 чорний пішак · d4 чорний король · h4 чорна тура · a3 білий кінь · b3 чорний ферзь · g3 біла тура | c8 чорна тура · e8 біла тура · f8 чорний слон · f7 білий кінь · g7 чорний пішак · h7 білий король · b6 чорний кінь · c6 білий ферзь · d6 білий слон · f6 чорний пішак · g6 білий слон · d5 чорний кінь · e5 чорний пішак · h5 чорний пішак · d4 чорний король · h4 чорна тура · a3 білий кінь · b3 чорний ферзь · g3 біла тура | c8 чорна тура · e8 біла тура · f8 чорний слон · f7 білий кінь · g7 чорний пішак · h7 білий король · b6 чорний кінь · c6 білий ферзь · d6 білий слон · f6 чорний пішак · g6 білий слон · d5 чорний кінь · e5 чорний пішак · h5 чорний пішак · d4 чорний король · h4 чорна тура · a3 білий кінь · b3 чорний ферзь · g3 біла тура | 8 |
| 7 | c8 чорна тура · e8 біла тура · f8 чорний слон · f7 білий кінь · g7 чорний пішак · h7 білий король · b6 чорний кінь · c6 білий ферзь · d6 білий слон · f6 чорний пішак · g6 білий слон · d5 чорний кінь · e5 чорний пішак · h5 чорний пішак · d4 чорний король · h4 чорна тура · a3 білий кінь · b3 чорний ферзь · g3 біла тура | c8 чорна тура · e8 біла тура · f8 чорний слон · f7 білий кінь · g7 чорний пішак · h7 білий король · b6 чорний кінь · c6 білий ферзь · d6 білий слон · f6 чорний пішак · g6 білий слон · d5 чорний кінь · e5 чорний пішак · h5 чорний пішак · d4 чорний король · h4 чорна тура · a3 білий кінь · b3 чорний ферзь · g3 біла тура | c8 чорна тура · e8 біла тура · f8 чорний слон · f7 білий кінь · g7 чорний пішак · h7 білий король · b6 чорний кінь · c6 білий ферзь · d6 білий слон · f6 чорний пішак · g6 білий слон · d5 чорний кінь · e5 чорний пішак · h5 чорний пішак · d4 чорний король · h4 чорна тура · a3 білий кінь · b3 чорний ферзь · g3 біла тура | c8 чорна тура · e8 біла тура · f8 чорний слон · f7 білий кінь · g7 чорний пішак · h7 білий король · b6 чорний кінь · c6 білий ферзь · d6 білий слон · f6 чорний пішак · g6 білий слон · d5 чорний кінь · e5 чорний пішак · h5 чорний пішак · d4 чорний король · h4 чорна тура · a3 білий кінь · b3 чорний ферзь · g3 біла тура | c8 чорна тура · e8 біла тура · f8 чорний слон · f7 білий кінь · g7 чорний пішак · h7 білий король · b6 чорний кінь · c6 білий ферзь · d6 білий слон · f6 чорний пішак · g6 білий слон · d5 чорний кінь · e5 чорний пішак · h5 чорний пішак · d4 чорний король · h4 чорна тура · a3 білий кінь · b3 чорний ферзь · g3 біла тура | c8 чорна тура · e8 біла тура · f8 чорний слон · f7 білий кінь · g7 чорний пішак · h7 білий король · b6 чорний кінь · c6 білий ферзь · d6 білий слон · f6 чорний пішак · g6 білий слон · d5 чорний кінь · e5 чорний пішак · h5 чорний пішак · d4 чорний король · h4 чорна тура · a3 білий кінь · b3 чорний ферзь · g3 біла тура | c8 чорна тура · e8 біла тура · f8 чорний слон · f7 білий кінь · g7 чорний пішак · h7 білий король · b6 чорний кінь · c6 білий ферзь · d6 білий слон · f6 чорний пішак · g6 білий слон · d5 чорний кінь · e5 чорний пішак · h5 чорний пішак · d4 чорний король · h4 чорна тура · a3 білий кінь · b3 чорний ферзь · g3 біла тура | c8 чорна тура · e8 біла тура · f8 чорний слон · f7 білий кінь · g7 чорний пішак · h7 білий король · b6 чорний кінь · c6 білий ферзь · d6 білий слон · f6 чорний пішак · g6 білий слон · d5 чорний кінь · e5 чорний пішак · h5 чорний пішак · d4 чорний король · h4 чорна тура · a3 білий кінь · b3 чорний ферзь · g3 біла тура | 7 |
| 6 | c8 чорна тура · e8 біла тура · f8 чорний слон · f7 білий кінь · g7 чорний пішак · h7 білий король · b6 чорний кінь · c6 білий ферзь · d6 білий слон · f6 чорний пішак · g6 білий слон · d5 чорний кінь · e5 чорний пішак · h5 чорний пішак · d4 чорний король · h4 чорна тура · a3 білий кінь · b3 чорний ферзь · g3 біла тура | c8 чорна тура · e8 біла тура · f8 чорний слон · f7 білий кінь · g7 чорний пішак · h7 білий король · b6 чорний кінь · c6 білий ферзь · d6 білий слон · f6 чорний пішак · g6 білий слон · d5 чорний кінь · e5 чорний пішак · h5 чорний пішак · d4 чорний король · h4 чорна тура · a3 білий кінь · b3 чорний ферзь · g3 біла тура | c8 чорна тура · e8 біла тура · f8 чорний слон · f7 білий кінь · g7 чорний пішак · h7 білий король · b6 чорний кінь · c6 білий ферзь · d6 білий слон · f6 чорний пішак · g6 білий слон · d5 чорний кінь · e5 чорний пішак · h5 чорний пішак · d4 чорний король · h4 чорна тура · a3 білий кінь · b3 чорний ферзь · g3 біла тура | c8 чорна тура · e8 біла тура · f8 чорний слон · f7 білий кінь · g7 чорний пішак · h7 білий король · b6 чорний кінь · c6 білий ферзь · d6 білий слон · f6 чорний пішак · g6 білий слон · d5 чорний кінь · e5 чорний пішак · h5 чорний пішак · d4 чорний король · h4 чорна тура · a3 білий кінь · b3 чорний ферзь · g3 біла тура | c8 чорна тура · e8 біла тура · f8 чорний слон · f7 білий кінь · g7 чорний пішак · h7 білий король · b6 чорний кінь · c6 білий ферзь · d6 білий слон · f6 чорний пішак · g6 білий слон · d5 чорний кінь · e5 чорний пішак · h5 чорний пішак · d4 чорний король · h4 чорна тура · a3 білий кінь · b3 чорний ферзь · g3 біла тура | c8 чорна тура · e8 біла тура · f8 чорний слон · f7 білий кінь · g7 чорний пішак · h7 білий король · b6 чорний кінь · c6 білий ферзь · d6 білий слон · f6 чорний пішак · g6 білий слон · d5 чорний кінь · e5 чорний пішак · h5 чорний пішак · d4 чорний король · h4 чорна тура · a3 білий кінь · b3 чорний ферзь · g3 біла тура | c8 чорна тура · e8 біла тура · f8 чорний слон · f7 білий кінь · g7 чорний пішак · h7 білий король · b6 чорний кінь · c6 білий ферзь · d6 білий слон · f6 чорний пішак · g6 білий слон · d5 чорний кінь · e5 чорний пішак · h5 чорний пішак · d4 чорний король · h4 чорна тура · a3 білий кінь · b3 чорний ферзь · g3 біла тура | c8 чорна тура · e8 біла тура · f8 чорний слон · f7 білий кінь · g7 чорний пішак · h7 білий король · b6 чорний кінь · c6 білий ферзь · d6 білий слон · f6 чорний пішак · g6 білий слон · d5 чорний кінь · e5 чорний пішак · h5 чорний пішак · d4 чорний король · h4 чорна тура · a3 білий кінь · b3 чорний ферзь · g3 біла тура | 6 |
| 5 | c8 чорна тура · e8 біла тура · f8 чорний слон · f7 білий кінь · g7 чорний пішак · h7 білий король · b6 чорний кінь · c6 білий ферзь · d6 білий слон · f6 чорний пішак · g6 білий слон · d5 чорний кінь · e5 чорний пішак · h5 чорний пішак · d4 чорний король · h4 чорна тура · a3 білий кінь · b3 чорний ферзь · g3 біла тура | c8 чорна тура · e8 біла тура · f8 чорний слон · f7 білий кінь · g7 чорний пішак · h7 білий король · b6 чорний кінь · c6 білий ферзь · d6 білий слон · f6 чорний пішак · g6 білий слон · d5 чорний кінь · e5 чорний пішак · h5 чорний пішак · d4 чорний король · h4 чорна тура · a3 білий кінь · b3 чорний ферзь · g3 біла тура | c8 чорна тура · e8 біла тура · f8 чорний слон · f7 білий кінь · g7 чорний пішак · h7 білий король · b6 чорний кінь · c6 білий ферзь · d6 білий слон · f6 чорний пішак · g6 білий слон · d5 чорний кінь · e5 чорний пішак · h5 чорний пішак · d4 чорний король · h4 чорна тура · a3 білий кінь · b3 чорний ферзь · g3 біла тура | c8 чорна тура · e8 біла тура · f8 чорний слон · f7 білий кінь · g7 чорний пішак · h7 білий король · b6 чорний кінь · c6 білий ферзь · d6 білий слон · f6 чорний пішак · g6 білий слон · d5 чорний кінь · e5 чорний пішак · h5 чорний пішак · d4 чорний король · h4 чорна тура · a3 білий кінь · b3 чорний ферзь · g3 біла тура | c8 чорна тура · e8 біла тура · f8 чорний слон · f7 білий кінь · g7 чорний пішак · h7 білий король · b6 чорний кінь · c6 білий ферзь · d6 білий слон · f6 чорний пішак · g6 білий слон · d5 чорний кінь · e5 чорний пішак · h5 чорний пішак · d4 чорний король · h4 чорна тура · a3 білий кінь · b3 чорний ферзь · g3 біла тура | c8 чорна тура · e8 біла тура · f8 чорний слон · f7 білий кінь · g7 чорний пішак · h7 білий король · b6 чорний кінь · c6 білий ферзь · d6 білий слон · f6 чорний пішак · g6 білий слон · d5 чорний кінь · e5 чорний пішак · h5 чорний пішак · d4 чорний король · h4 чорна тура · a3 білий кінь · b3 чорний ферзь · g3 біла тура | c8 чорна тура · e8 біла тура · f8 чорний слон · f7 білий кінь · g7 чорний пішак · h7 білий король · b6 чорний кінь · c6 білий ферзь · d6 білий слон · f6 чорний пішак · g6 білий слон · d5 чорний кінь · e5 чорний пішак · h5 чорний пішак · d4 чорний король · h4 чорна тура · a3 білий кінь · b3 чорний ферзь · g3 біла тура | c8 чорна тура · e8 біла тура · f8 чорний слон · f7 білий кінь · g7 чорний пішак · h7 білий король · b6 чорний кінь · c6 білий ферзь · d6 білий слон · f6 чорний пішак · g6 білий слон · d5 чорний кінь · e5 чорний пішак · h5 чорний пішак · d4 чорний король · h4 чорна тура · a3 білий кінь · b3 чорний ферзь · g3 біла тура | 5 |
| 4 | c8 чорна тура · e8 біла тура · f8 чорний слон · f7 білий кінь · g7 чорний пішак · h7 білий король · b6 чорний кінь · c6 білий ферзь · d6 білий слон · f6 чорний пішак · g6 білий слон · d5 чорний кінь · e5 чорний пішак · h5 чорний пішак · d4 чорний король · h4 чорна тура · a3 білий кінь · b3 чорний ферзь · g3 біла тура | c8 чорна тура · e8 біла тура · f8 чорний слон · f7 білий кінь · g7 чорний пішак · h7 білий король · b6 чорний кінь · c6 білий ферзь · d6 білий слон · f6 чорний пішак · g6 білий слон · d5 чорний кінь · e5 чорний пішак · h5 чорний пішак · d4 чорний король · h4 чорна тура · a3 білий кінь · b3 чорний ферзь · g3 біла тура | c8 чорна тура · e8 біла тура · f8 чорний слон · f7 білий кінь · g7 чорний пішак · h7 білий король · b6 чорний кінь · c6 білий ферзь · d6 білий слон · f6 чорний пішак · g6 білий слон · d5 чорний кінь · e5 чорний пішак · h5 чорний пішак · d4 чорний король · h4 чорна тура · a3 білий кінь · b3 чорний ферзь · g3 біла тура | c8 чорна тура · e8 біла тура · f8 чорний слон · f7 білий кінь · g7 чорний пішак · h7 білий король · b6 чорний кінь · c6 білий ферзь · d6 білий слон · f6 чорний пішак · g6 білий слон · d5 чорний кінь · e5 чорний пішак · h5 чорний пішак · d4 чорний король · h4 чорна тура · a3 білий кінь · b3 чорний ферзь · g3 біла тура | c8 чорна тура · e8 біла тура · f8 чорний слон · f7 білий кінь · g7 чорний пішак · h7 білий король · b6 чорний кінь · c6 білий ферзь · d6 білий слон · f6 чорний пішак · g6 білий слон · d5 чорний кінь · e5 чорний пішак · h5 чорний пішак · d4 чорний король · h4 чорна тура · a3 білий кінь · b3 чорний ферзь · g3 біла тура | c8 чорна тура · e8 біла тура · f8 чорний слон · f7 білий кінь · g7 чорний пішак · h7 білий король · b6 чорний кінь · c6 білий ферзь · d6 білий слон · f6 чорний пішак · g6 білий слон · d5 чорний кінь · e5 чорний пішак · h5 чорний пішак · d4 чорний король · h4 чорна тура · a3 білий кінь · b3 чорний ферзь · g3 біла тура | c8 чорна тура · e8 біла тура · f8 чорний слон · f7 білий кінь · g7 чорний пішак · h7 білий король · b6 чорний кінь · c6 білий ферзь · d6 білий слон · f6 чорний пішак · g6 білий слон · d5 чорний кінь · e5 чорний пішак · h5 чорний пішак · d4 чорний король · h4 чорна тура · a3 білий кінь · b3 чорний ферзь · g3 біла тура | c8 чорна тура · e8 біла тура · f8 чорний слон · f7 білий кінь · g7 чорний пішак · h7 білий король · b6 чорний кінь · c6 білий ферзь · d6 білий слон · f6 чорний пішак · g6 білий слон · d5 чорний кінь · e5 чорний пішак · h5 чорний пішак · d4 чорний король · h4 чорна тура · a3 білий кінь · b3 чорний ферзь · g3 біла тура | 4 |
| 3 | c8 чорна тура · e8 біла тура · f8 чорний слон · f7 білий кінь · g7 чорний пішак · h7 білий король · b6 чорний кінь · c6 білий ферзь · d6 білий слон · f6 чорний пішак · g6 білий слон · d5 чорний кінь · e5 чорний пішак · h5 чорний пішак · d4 чорний король · h4 чорна тура · a3 білий кінь · b3 чорний ферзь · g3 біла тура | c8 чорна тура · e8 біла тура · f8 чорний слон · f7 білий кінь · g7 чорний пішак · h7 білий король · b6 чорний кінь · c6 білий ферзь · d6 білий слон · f6 чорний пішак · g6 білий слон · d5 чорний кінь · e5 чорний пішак · h5 чорний пішак · d4 чорний король · h4 чорна тура · a3 білий кінь · b3 чорний ферзь · g3 біла тура | c8 чорна тура · e8 біла тура · f8 чорний слон · f7 білий кінь · g7 чорний пішак · h7 білий король · b6 чорний кінь · c6 білий ферзь · d6 білий слон · f6 чорний пішак · g6 білий слон · d5 чорний кінь · e5 чорний пішак · h5 чорний пішак · d4 чорний король · h4 чорна тура · a3 білий кінь · b3 чорний ферзь · g3 біла тура | c8 чорна тура · e8 біла тура · f8 чорний слон · f7 білий кінь · g7 чорний пішак · h7 білий король · b6 чорний кінь · c6 білий ферзь · d6 білий слон · f6 чорний пішак · g6 білий слон · d5 чорний кінь · e5 чорний пішак · h5 чорний пішак · d4 чорний король · h4 чорна тура · a3 білий кінь · b3 чорний ферзь · g3 біла тура | c8 чорна тура · e8 біла тура · f8 чорний слон · f7 білий кінь · g7 чорний пішак · h7 білий король · b6 чорний кінь · c6 білий ферзь · d6 білий слон · f6 чорний пішак · g6 білий слон · d5 чорний кінь · e5 чорний пішак · h5 чорний пішак · d4 чорний король · h4 чорна тура · a3 білий кінь · b3 чорний ферзь · g3 біла тура | c8 чорна тура · e8 біла тура · f8 чорний слон · f7 білий кінь · g7 чорний пішак · h7 білий король · b6 чорний кінь · c6 білий ферзь · d6 білий слон · f6 чорний пішак · g6 білий слон · d5 чорний кінь · e5 чорний пішак · h5 чорний пішак · d4 чорний король · h4 чорна тура · a3 білий кінь · b3 чорний ферзь · g3 біла тура | c8 чорна тура · e8 біла тура · f8 чорний слон · f7 білий кінь · g7 чорний пішак · h7 білий король · b6 чорний кінь · c6 білий ферзь · d6 білий слон · f6 чорний пішак · g6 білий слон · d5 чорний кінь · e5 чорний пішак · h5 чорний пішак · d4 чорний король · h4 чорна тура · a3 білий кінь · b3 чорний ферзь · g3 біла тура | c8 чорна тура · e8 біла тура · f8 чорний слон · f7 білий кінь · g7 чорний пішак · h7 білий король · b6 чорний кінь · c6 білий ферзь · d6 білий слон · f6 чорний пішак · g6 білий слон · d5 чорний кінь · e5 чорний пішак · h5 чорний пішак · d4 чорний король · h4 чорна тура · a3 білий кінь · b3 чорний ферзь · g3 біла тура | 3 |
| 2 | c8 чорна тура · e8 біла тура · f8 чорний слон · f7 білий кінь · g7 чорний пішак · h7 білий король · b6 чорний кінь · c6 білий ферзь · d6 білий слон · f6 чорний пішак · g6 білий слон · d5 чорний кінь · e5 чорний пішак · h5 чорний пішак · d4 чорний король · h4 чорна тура · a3 білий кінь · b3 чорний ферзь · g3 біла тура | c8 чорна тура · e8 біла тура · f8 чорний слон · f7 білий кінь · g7 чорний пішак · h7 білий король · b6 чорний кінь · c6 білий ферзь · d6 білий слон · f6 чорний пішак · g6 білий слон · d5 чорний кінь · e5 чорний пішак · h5 чорний пішак · d4 чорний король · h4 чорна тура · a3 білий кінь · b3 чорний ферзь · g3 біла тура | c8 чорна тура · e8 біла тура · f8 чорний слон · f7 білий кінь · g7 чорний пішак · h7 білий король · b6 чорний кінь · c6 білий ферзь · d6 білий слон · f6 чорний пішак · g6 білий слон · d5 чорний кінь · e5 чорний пішак · h5 чорний пішак · d4 чорний король · h4 чорна тура · a3 білий кінь · b3 чорний ферзь · g3 біла тура | c8 чорна тура · e8 біла тура · f8 чорний слон · f7 білий кінь · g7 чорний пішак · h7 білий король · b6 чорний кінь · c6 білий ферзь · d6 білий слон · f6 чорний пішак · g6 білий слон · d5 чорний кінь · e5 чорний пішак · h5 чорний пішак · d4 чорний король · h4 чорна тура · a3 білий кінь · b3 чорний ферзь · g3 біла тура | c8 чорна тура · e8 біла тура · f8 чорний слон · f7 білий кінь · g7 чорний пішак · h7 білий король · b6 чорний кінь · c6 білий ферзь · d6 білий слон · f6 чорний пішак · g6 білий слон · d5 чорний кінь · e5 чорний пішак · h5 чорний пішак · d4 чорний король · h4 чорна тура · a3 білий кінь · b3 чорний ферзь · g3 біла тура | c8 чорна тура · e8 біла тура · f8 чорний слон · f7 білий кінь · g7 чорний пішак · h7 білий король · b6 чорний кінь · c6 білий ферзь · d6 білий слон · f6 чорний пішак · g6 білий слон · d5 чорний кінь · e5 чорний пішак · h5 чорний пішак · d4 чорний король · h4 чорна тура · a3 білий кінь · b3 чорний ферзь · g3 біла тура | c8 чорна тура · e8 біла тура · f8 чорний слон · f7 білий кінь · g7 чорний пішак · h7 білий король · b6 чорний кінь · c6 білий ферзь · d6 білий слон · f6 чорний пішак · g6 білий слон · d5 чорний кінь · e5 чорний пішак · h5 чорний пішак · d4 чорний король · h4 чорна тура · a3 білий кінь · b3 чорний ферзь · g3 біла тура | c8 чорна тура · e8 біла тура · f8 чорний слон · f7 білий кінь · g7 чорний пішак · h7 білий король · b6 чорний кінь · c6 білий ферзь · d6 білий слон · f6 чорний пішак · g6 білий слон · d5 чорний кінь · e5 чорний пішак · h5 чорний пішак · d4 чорний король · h4 чорна тура · a3 білий кінь · b3 чорний ферзь · g3 біла тура | 2 |
| 1 | c8 чорна тура · e8 біла тура · f8 чорний слон · f7 білий кінь · g7 чорний пішак · h7 білий король · b6 чорний кінь · c6 білий ферзь · d6 білий слон · f6 чорний пішак · g6 білий слон · d5 чорний кінь · e5 чорний пішак · h5 чорний пішак · d4 чорний король · h4 чорна тура · a3 білий кінь · b3 чорний ферзь · g3 біла тура | c8 чорна тура · e8 біла тура · f8 чорний слон · f7 білий кінь · g7 чорний пішак · h7 білий король · b6 чорний кінь · c6 білий ферзь · d6 білий слон · f6 чорний пішак · g6 білий слон · d5 чорний кінь · e5 чорний пішак · h5 чорний пішак · d4 чорний король · h4 чорна тура · a3 білий кінь · b3 чорний ферзь · g3 біла тура | c8 чорна тура · e8 біла тура · f8 чорний слон · f7 білий кінь · g7 чорний пішак · h7 білий король · b6 чорний кінь · c6 білий ферзь · d6 білий слон · f6 чорний пішак · g6 білий слон · d5 чорний кінь · e5 чорний пішак · h5 чорний пішак · d4 чорний король · h4 чорна тура · a3 білий кінь · b3 чорний ферзь · g3 біла тура | c8 чорна тура · e8 біла тура · f8 чорний слон · f7 білий кінь · g7 чорний пішак · h7 білий король · b6 чорний кінь · c6 білий ферзь · d6 білий слон · f6 чорний пішак · g6 білий слон · d5 чорний кінь · e5 чорний пішак · h5 чорний пішак · d4 чорний король · h4 чорна тура · a3 білий кінь · b3 чорний ферзь · g3 біла тура | c8 чорна тура · e8 біла тура · f8 чорний слон · f7 білий кінь · g7 чорний пішак · h7 білий король · b6 чорний кінь · c6 білий ферзь · d6 білий слон · f6 чорний пішак · g6 білий слон · d5 чорний кінь · e5 чорний пішак · h5 чорний пішак · d4 чорний король · h4 чорна тура · a3 білий кінь · b3 чорний ферзь · g3 біла тура | c8 чорна тура · e8 біла тура · f8 чорний слон · f7 білий кінь · g7 чорний пішак · h7 білий король · b6 чорний кінь · c6 білий ферзь · d6 білий слон · f6 чорний пішак · g6 білий слон · d5 чорний кінь · e5 чорний пішак · h5 чорний пішак · d4 чорний король · h4 чорна тура · a3 білий кінь · b3 чорний ферзь · g3 біла тура | c8 чорна тура · e8 біла тура · f8 чорний слон · f7 білий кінь · g7 чорний пішак · h7 білий король · b6 чорний кінь · c6 білий ферзь · d6 білий слон · f6 чорний пішак · g6 білий слон · d5 чорний кінь · e5 чорний пішак · h5 чорний пішак · d4 чорний король · h4 чорна тура · a3 білий кінь · b3 чорний ферзь · g3 біла тура | c8 чорна тура · e8 біла тура · f8 чорний слон · f7 білий кінь · g7 чорний пішак · h7 білий король · b6 чорний кінь · c6 білий ферзь · d6 білий слон · f6 чорний пішак · g6 білий слон · d5 чорний кінь · e5 чорний пішак · h5 чорний пішак · d4 чорний король · h4 чорна тура · a3 білий кінь · b3 чорний ферзь · g3 біла тура | 1 |
|   | a | b | c | d | e | f | g | h |   |

FEN: 2r1Rb2/5NpK/1nQB1pB1/3np2p/3k3r/Nq4R1/8/8
1. Sg5! ~ 2. Se6#
1. … Se3 2. Sf3#
1. … Sc3 2. Rd3#
1. … Sb4 2. Sb5#
1. … Sc7 2. Qc5#
1. … Se7 2. Bc5#
1. … Sf4  2. Qe4#
 В перших трьох варіантах виражено простий клапан, а в трьох наступних — подвійний клапан.

## Синтез з іншими темами
На діаграмі, зображеній нижче, виражено синтез — дві форми теми клапана з темою векторів і темою Рухліса в циклічній формі.
|   | a | b | c | d | e | f | g | h |   |
| 8 | b8 чорна тура · c8 чорний ферзь · f8 чорний кінь · d7 чорний кінь · f6 чорний слон · a4 білий кінь · e4 біла тура · f4 білий ферзь · g4 білий слон · a3 білий кінь · d3 білий пішак · d2 білий слон · e2 білий пішак · a1 біла тура · b1 чорний слон · d1 чорний король · h1 білий король | b8 чорна тура · c8 чорний ферзь · f8 чорний кінь · d7 чорний кінь · f6 чорний слон · a4 білий кінь · e4 біла тура · f4 білий ферзь · g4 білий слон · a3 білий кінь · d3 білий пішак · d2 білий слон · e2 білий пішак · a1 біла тура · b1 чорний слон · d1 чорний король · h1 білий король | b8 чорна тура · c8 чорний ферзь · f8 чорний кінь · d7 чорний кінь · f6 чорний слон · a4 білий кінь · e4 біла тура · f4 білий ферзь · g4 білий слон · a3 білий кінь · d3 білий пішак · d2 білий слон · e2 білий пішак · a1 біла тура · b1 чорний слон · d1 чорний король · h1 білий король | b8 чорна тура · c8 чорний ферзь · f8 чорний кінь · d7 чорний кінь · f6 чорний слон · a4 білий кінь · e4 біла тура · f4 білий ферзь · g4 білий слон · a3 білий кінь · d3 білий пішак · d2 білий слон · e2 білий пішак · a1 біла тура · b1 чорний слон · d1 чорний король · h1 білий король | b8 чорна тура · c8 чорний ферзь · f8 чорний кінь · d7 чорний кінь · f6 чорний слон · a4 білий кінь · e4 біла тура · f4 білий ферзь · g4 білий слон · a3 білий кінь · d3 білий пішак · d2 білий слон · e2 білий пішак · a1 біла тура · b1 чорний слон · d1 чорний король · h1 білий король | b8 чорна тура · c8 чорний ферзь · f8 чорний кінь · d7 чорний кінь · f6 чорний слон · a4 білий кінь · e4 біла тура · f4 білий ферзь · g4 білий слон · a3 білий кінь · d3 білий пішак · d2 білий слон · e2 білий пішак · a1 біла тура · b1 чорний слон · d1 чорний король · h1 білий король | b8 чорна тура · c8 чорний ферзь · f8 чорний кінь · d7 чорний кінь · f6 чорний слон · a4 білий кінь · e4 біла тура · f4 білий ферзь · g4 білий слон · a3 білий кінь · d3 білий пішак · d2 білий слон · e2 білий пішак · a1 біла тура · b1 чорний слон · d1 чорний король · h1 білий король | b8 чорна тура · c8 чорний ферзь · f8 чорний кінь · d7 чорний кінь · f6 чорний слон · a4 білий кінь · e4 біла тура · f4 білий ферзь · g4 білий слон · a3 білий кінь · d3 білий пішак · d2 білий слон · e2 білий пішак · a1 біла тура · b1 чорний слон · d1 чорний король · h1 білий король | 8 |
| 7 | b8 чорна тура · c8 чорний ферзь · f8 чорний кінь · d7 чорний кінь · f6 чорний слон · a4 білий кінь · e4 біла тура · f4 білий ферзь · g4 білий слон · a3 білий кінь · d3 білий пішак · d2 білий слон · e2 білий пішак · a1 біла тура · b1 чорний слон · d1 чорний король · h1 білий король | b8 чорна тура · c8 чорний ферзь · f8 чорний кінь · d7 чорний кінь · f6 чорний слон · a4 білий кінь · e4 біла тура · f4 білий ферзь · g4 білий слон · a3 білий кінь · d3 білий пішак · d2 білий слон · e2 білий пішак · a1 біла тура · b1 чорний слон · d1 чорний король · h1 білий король | b8 чорна тура · c8 чорний ферзь · f8 чорний кінь · d7 чорний кінь · f6 чорний слон · a4 білий кінь · e4 біла тура · f4 білий ферзь · g4 білий слон · a3 білий кінь · d3 білий пішак · d2 білий слон · e2 білий пішак · a1 біла тура · b1 чорний слон · d1 чорний король · h1 білий король | b8 чорна тура · c8 чорний ферзь · f8 чорний кінь · d7 чорний кінь · f6 чорний слон · a4 білий кінь · e4 біла тура · f4 білий ферзь · g4 білий слон · a3 білий кінь · d3 білий пішак · d2 білий слон · e2 білий пішак · a1 біла тура · b1 чорний слон · d1 чорний король · h1 білий король | b8 чорна тура · c8 чорний ферзь · f8 чорний кінь · d7 чорний кінь · f6 чорний слон · a4 білий кінь · e4 біла тура · f4 білий ферзь · g4 білий слон · a3 білий кінь · d3 білий пішак · d2 білий слон · e2 білий пішак · a1 біла тура · b1 чорний слон · d1 чорний король · h1 білий король | b8 чорна тура · c8 чорний ферзь · f8 чорний кінь · d7 чорний кінь · f6 чорний слон · a4 білий кінь · e4 біла тура · f4 білий ферзь · g4 білий слон · a3 білий кінь · d3 білий пішак · d2 білий слон · e2 білий пішак · a1 біла тура · b1 чорний слон · d1 чорний король · h1 білий король | b8 чорна тура · c8 чорний ферзь · f8 чорний кінь · d7 чорний кінь · f6 чорний слон · a4 білий кінь · e4 біла тура · f4 білий ферзь · g4 білий слон · a3 білий кінь · d3 білий пішак · d2 білий слон · e2 білий пішак · a1 біла тура · b1 чорний слон · d1 чорний король · h1 білий король | b8 чорна тура · c8 чорний ферзь · f8 чорний кінь · d7 чорний кінь · f6 чорний слон · a4 білий кінь · e4 біла тура · f4 білий ферзь · g4 білий слон · a3 білий кінь · d3 білий пішак · d2 білий слон · e2 білий пішак · a1 біла тура · b1 чорний слон · d1 чорний король · h1 білий король | 7 |
| 6 | b8 чорна тура · c8 чорний ферзь · f8 чорний кінь · d7 чорний кінь · f6 чорний слон · a4 білий кінь · e4 біла тура · f4 білий ферзь · g4 білий слон · a3 білий кінь · d3 білий пішак · d2 білий слон · e2 білий пішак · a1 біла тура · b1 чорний слон · d1 чорний король · h1 білий король | b8 чорна тура · c8 чорний ферзь · f8 чорний кінь · d7 чорний кінь · f6 чорний слон · a4 білий кінь · e4 біла тура · f4 білий ферзь · g4 білий слон · a3 білий кінь · d3 білий пішак · d2 білий слон · e2 білий пішак · a1 біла тура · b1 чорний слон · d1 чорний король · h1 білий король | b8 чорна тура · c8 чорний ферзь · f8 чорний кінь · d7 чорний кінь · f6 чорний слон · a4 білий кінь · e4 біла тура · f4 білий ферзь · g4 білий слон · a3 білий кінь · d3 білий пішак · d2 білий слон · e2 білий пішак · a1 біла тура · b1 чорний слон · d1 чорний король · h1 білий король | b8 чорна тура · c8 чорний ферзь · f8 чорний кінь · d7 чорний кінь · f6 чорний слон · a4 білий кінь · e4 біла тура · f4 білий ферзь · g4 білий слон · a3 білий кінь · d3 білий пішак · d2 білий слон · e2 білий пішак · a1 біла тура · b1 чорний слон · d1 чорний король · h1 білий король | b8 чорна тура · c8 чорний ферзь · f8 чорний кінь · d7 чорний кінь · f6 чорний слон · a4 білий кінь · e4 біла тура · f4 білий ферзь · g4 білий слон · a3 білий кінь · d3 білий пішак · d2 білий слон · e2 білий пішак · a1 біла тура · b1 чорний слон · d1 чорний король · h1 білий король | b8 чорна тура · c8 чорний ферзь · f8 чорний кінь · d7 чорний кінь · f6 чорний слон · a4 білий кінь · e4 біла тура · f4 білий ферзь · g4 білий слон · a3 білий кінь · d3 білий пішак · d2 білий слон · e2 білий пішак · a1 біла тура · b1 чорний слон · d1 чорний король · h1 білий король | b8 чорна тура · c8 чорний ферзь · f8 чорний кінь · d7 чорний кінь · f6 чорний слон · a4 білий кінь · e4 біла тура · f4 білий ферзь · g4 білий слон · a3 білий кінь · d3 білий пішак · d2 білий слон · e2 білий пішак · a1 біла тура · b1 чорний слон · d1 чорний король · h1 білий король | b8 чорна тура · c8 чорний ферзь · f8 чорний кінь · d7 чорний кінь · f6 чорний слон · a4 білий кінь · e4 біла тура · f4 білий ферзь · g4 білий слон · a3 білий кінь · d3 білий пішак · d2 білий слон · e2 білий пішак · a1 біла тура · b1 чорний слон · d1 чорний король · h1 білий король | 6 |
| 5 | b8 чорна тура · c8 чорний ферзь · f8 чорний кінь · d7 чорний кінь · f6 чорний слон · a4 білий кінь · e4 біла тура · f4 білий ферзь · g4 білий слон · a3 білий кінь · d3 білий пішак · d2 білий слон · e2 білий пішак · a1 біла тура · b1 чорний слон · d1 чорний король · h1 білий король | b8 чорна тура · c8 чорний ферзь · f8 чорний кінь · d7 чорний кінь · f6 чорний слон · a4 білий кінь · e4 біла тура · f4 білий ферзь · g4 білий слон · a3 білий кінь · d3 білий пішак · d2 білий слон · e2 білий пішак · a1 біла тура · b1 чорний слон · d1 чорний король · h1 білий король | b8 чорна тура · c8 чорний ферзь · f8 чорний кінь · d7 чорний кінь · f6 чорний слон · a4 білий кінь · e4 біла тура · f4 білий ферзь · g4 білий слон · a3 білий кінь · d3 білий пішак · d2 білий слон · e2 білий пішак · a1 біла тура · b1 чорний слон · d1 чорний король · h1 білий король | b8 чорна тура · c8 чорний ферзь · f8 чорний кінь · d7 чорний кінь · f6 чорний слон · a4 білий кінь · e4 біла тура · f4 білий ферзь · g4 білий слон · a3 білий кінь · d3 білий пішак · d2 білий слон · e2 білий пішак · a1 біла тура · b1 чорний слон · d1 чорний король · h1 білий король | b8 чорна тура · c8 чорний ферзь · f8 чорний кінь · d7 чорний кінь · f6 чорний слон · a4 білий кінь · e4 біла тура · f4 білий ферзь · g4 білий слон · a3 білий кінь · d3 білий пішак · d2 білий слон · e2 білий пішак · a1 біла тура · b1 чорний слон · d1 чорний король · h1 білий король | b8 чорна тура · c8 чорний ферзь · f8 чорний кінь · d7 чорний кінь · f6 чорний слон · a4 білий кінь · e4 біла тура · f4 білий ферзь · g4 білий слон · a3 білий кінь · d3 білий пішак · d2 білий слон · e2 білий пішак · a1 біла тура · b1 чорний слон · d1 чорний король · h1 білий король | b8 чорна тура · c8 чорний ферзь · f8 чорний кінь · d7 чорний кінь · f6 чорний слон · a4 білий кінь · e4 біла тура · f4 білий ферзь · g4 білий слон · a3 білий кінь · d3 білий пішак · d2 білий слон · e2 білий пішак · a1 біла тура · b1 чорний слон · d1 чорний король · h1 білий король | b8 чорна тура · c8 чорний ферзь · f8 чорний кінь · d7 чорний кінь · f6 чорний слон · a4 білий кінь · e4 біла тура · f4 білий ферзь · g4 білий слон · a3 білий кінь · d3 білий пішак · d2 білий слон · e2 білий пішак · a1 біла тура · b1 чорний слон · d1 чорний король · h1 білий король | 5 |
| 4 | b8 чорна тура · c8 чорний ферзь · f8 чорний кінь · d7 чорний кінь · f6 чорний слон · a4 білий кінь · e4 біла тура · f4 білий ферзь · g4 білий слон · a3 білий кінь · d3 білий пішак · d2 білий слон · e2 білий пішак · a1 біла тура · b1 чорний слон · d1 чорний король · h1 білий король | b8 чорна тура · c8 чорний ферзь · f8 чорний кінь · d7 чорний кінь · f6 чорний слон · a4 білий кінь · e4 біла тура · f4 білий ферзь · g4 білий слон · a3 білий кінь · d3 білий пішак · d2 білий слон · e2 білий пішак · a1 біла тура · b1 чорний слон · d1 чорний король · h1 білий король | b8 чорна тура · c8 чорний ферзь · f8 чорний кінь · d7 чорний кінь · f6 чорний слон · a4 білий кінь · e4 біла тура · f4 білий ферзь · g4 білий слон · a3 білий кінь · d3 білий пішак · d2 білий слон · e2 білий пішак · a1 біла тура · b1 чорний слон · d1 чорний король · h1 білий король | b8 чорна тура · c8 чорний ферзь · f8 чорний кінь · d7 чорний кінь · f6 чорний слон · a4 білий кінь · e4 біла тура · f4 білий ферзь · g4 білий слон · a3 білий кінь · d3 білий пішак · d2 білий слон · e2 білий пішак · a1 біла тура · b1 чорний слон · d1 чорний король · h1 білий король | b8 чорна тура · c8 чорний ферзь · f8 чорний кінь · d7 чорний кінь · f6 чорний слон · a4 білий кінь · e4 біла тура · f4 білий ферзь · g4 білий слон · a3 білий кінь · d3 білий пішак · d2 білий слон · e2 білий пішак · a1 біла тура · b1 чорний слон · d1 чорний король · h1 білий король | b8 чорна тура · c8 чорний ферзь · f8 чорний кінь · d7 чорний кінь · f6 чорний слон · a4 білий кінь · e4 біла тура · f4 білий ферзь · g4 білий слон · a3 білий кінь · d3 білий пішак · d2 білий слон · e2 білий пішак · a1 біла тура · b1 чорний слон · d1 чорний король · h1 білий король | b8 чорна тура · c8 чорний ферзь · f8 чорний кінь · d7 чорний кінь · f6 чорний слон · a4 білий кінь · e4 біла тура · f4 білий ферзь · g4 білий слон · a3 білий кінь · d3 білий пішак · d2 білий слон · e2 білий пішак · a1 біла тура · b1 чорний слон · d1 чорний король · h1 білий король | b8 чорна тура · c8 чорний ферзь · f8 чорний кінь · d7 чорний кінь · f6 чорний слон · a4 білий кінь · e4 біла тура · f4 білий ферзь · g4 білий слон · a3 білий кінь · d3 білий пішак · d2 білий слон · e2 білий пішак · a1 біла тура · b1 чорний слон · d1 чорний король · h1 білий король | 4 |
| 3 | b8 чорна тура · c8 чорний ферзь · f8 чорний кінь · d7 чорний кінь · f6 чорний слон · a4 білий кінь · e4 біла тура · f4 білий ферзь · g4 білий слон · a3 білий кінь · d3 білий пішак · d2 білий слон · e2 білий пішак · a1 біла тура · b1 чорний слон · d1 чорний король · h1 білий король | b8 чорна тура · c8 чорний ферзь · f8 чорний кінь · d7 чорний кінь · f6 чорний слон · a4 білий кінь · e4 біла тура · f4 білий ферзь · g4 білий слон · a3 білий кінь · d3 білий пішак · d2 білий слон · e2 білий пішак · a1 біла тура · b1 чорний слон · d1 чорний король · h1 білий король | b8 чорна тура · c8 чорний ферзь · f8 чорний кінь · d7 чорний кінь · f6 чорний слон · a4 білий кінь · e4 біла тура · f4 білий ферзь · g4 білий слон · a3 білий кінь · d3 білий пішак · d2 білий слон · e2 білий пішак · a1 біла тура · b1 чорний слон · d1 чорний король · h1 білий король | b8 чорна тура · c8 чорний ферзь · f8 чорний кінь · d7 чорний кінь · f6 чорний слон · a4 білий кінь · e4 біла тура · f4 білий ферзь · g4 білий слон · a3 білий кінь · d3 білий пішак · d2 білий слон · e2 білий пішак · a1 біла тура · b1 чорний слон · d1 чорний король · h1 білий король | b8 чорна тура · c8 чорний ферзь · f8 чорний кінь · d7 чорний кінь · f6 чорний слон · a4 білий кінь · e4 біла тура · f4 білий ферзь · g4 білий слон · a3 білий кінь · d3 білий пішак · d2 білий слон · e2 білий пішак · a1 біла тура · b1 чорний слон · d1 чорний король · h1 білий король | b8 чорна тура · c8 чорний ферзь · f8 чорний кінь · d7 чорний кінь · f6 чорний слон · a4 білий кінь · e4 біла тура · f4 білий ферзь · g4 білий слон · a3 білий кінь · d3 білий пішак · d2 білий слон · e2 білий пішак · a1 біла тура · b1 чорний слон · d1 чорний король · h1 білий король | b8 чорна тура · c8 чорний ферзь · f8 чорний кінь · d7 чорний кінь · f6 чорний слон · a4 білий кінь · e4 біла тура · f4 білий ферзь · g4 білий слон · a3 білий кінь · d3 білий пішак · d2 білий слон · e2 білий пішак · a1 біла тура · b1 чорний слон · d1 чорний король · h1 білий король | b8 чорна тура · c8 чорний ферзь · f8 чорний кінь · d7 чорний кінь · f6 чорний слон · a4 білий кінь · e4 біла тура · f4 білий ферзь · g4 білий слон · a3 білий кінь · d3 білий пішак · d2 білий слон · e2 білий пішак · a1 біла тура · b1 чорний слон · d1 чорний король · h1 білий король | 3 |
| 2 | b8 чорна тура · c8 чорний ферзь · f8 чорний кінь · d7 чорний кінь · f6 чорний слон · a4 білий кінь · e4 біла тура · f4 білий ферзь · g4 білий слон · a3 білий кінь · d3 білий пішак · d2 білий слон · e2 білий пішак · a1 біла тура · b1 чорний слон · d1 чорний король · h1 білий король | b8 чорна тура · c8 чорний ферзь · f8 чорний кінь · d7 чорний кінь · f6 чорний слон · a4 білий кінь · e4 біла тура · f4 білий ферзь · g4 білий слон · a3 білий кінь · d3 білий пішак · d2 білий слон · e2 білий пішак · a1 біла тура · b1 чорний слон · d1 чорний король · h1 білий король | b8 чорна тура · c8 чорний ферзь · f8 чорний кінь · d7 чорний кінь · f6 чорний слон · a4 білий кінь · e4 біла тура · f4 білий ферзь · g4 білий слон · a3 білий кінь · d3 білий пішак · d2 білий слон · e2 білий пішак · a1 біла тура · b1 чорний слон · d1 чорний король · h1 білий король | b8 чорна тура · c8 чорний ферзь · f8 чорний кінь · d7 чорний кінь · f6 чорний слон · a4 білий кінь · e4 біла тура · f4 білий ферзь · g4 білий слон · a3 білий кінь · d3 білий пішак · d2 білий слон · e2 білий пішак · a1 біла тура · b1 чорний слон · d1 чорний король · h1 білий король | b8 чорна тура · c8 чорний ферзь · f8 чорний кінь · d7 чорний кінь · f6 чорний слон · a4 білий кінь · e4 біла тура · f4 білий ферзь · g4 білий слон · a3 білий кінь · d3 білий пішак · d2 білий слон · e2 білий пішак · a1 біла тура · b1 чорний слон · d1 чорний король · h1 білий король | b8 чорна тура · c8 чорний ферзь · f8 чорний кінь · d7 чорний кінь · f6 чорний слон · a4 білий кінь · e4 біла тура · f4 білий ферзь · g4 білий слон · a3 білий кінь · d3 білий пішак · d2 білий слон · e2 білий пішак · a1 біла тура · b1 чорний слон · d1 чорний король · h1 білий король | b8 чорна тура · c8 чорний ферзь · f8 чорний кінь · d7 чорний кінь · f6 чорний слон · a4 білий кінь · e4 біла тура · f4 білий ферзь · g4 білий слон · a3 білий кінь · d3 білий пішак · d2 білий слон · e2 білий пішак · a1 біла тура · b1 чорний слон · d1 чорний король · h1 білий король | b8 чорна тура · c8 чорний ферзь · f8 чорний кінь · d7 чорний кінь · f6 чорний слон · a4 білий кінь · e4 біла тура · f4 білий ферзь · g4 білий слон · a3 білий кінь · d3 білий пішак · d2 білий слон · e2 білий пішак · a1 біла тура · b1 чорний слон · d1 чорний король · h1 білий король | 2 |
| 1 | b8 чорна тура · c8 чорний ферзь · f8 чорний кінь · d7 чорний кінь · f6 чорний слон · a4 білий кінь · e4 біла тура · f4 білий ферзь · g4 білий слон · a3 білий кінь · d3 білий пішак · d2 білий слон · e2 білий пішак · a1 біла тура · b1 чорний слон · d1 чорний король · h1 білий король | b8 чорна тура · c8 чорний ферзь · f8 чорний кінь · d7 чорний кінь · f6 чорний слон · a4 білий кінь · e4 біла тура · f4 білий ферзь · g4 білий слон · a3 білий кінь · d3 білий пішак · d2 білий слон · e2 білий пішак · a1 біла тура · b1 чорний слон · d1 чорний король · h1 білий король | b8 чорна тура · c8 чорний ферзь · f8 чорний кінь · d7 чорний кінь · f6 чорний слон · a4 білий кінь · e4 біла тура · f4 білий ферзь · g4 білий слон · a3 білий кінь · d3 білий пішак · d2 білий слон · e2 білий пішак · a1 біла тура · b1 чорний слон · d1 чорний король · h1 білий король | b8 чорна тура · c8 чорний ферзь · f8 чорний кінь · d7 чорний кінь · f6 чорний слон · a4 білий кінь · e4 біла тура · f4 білий ферзь · g4 білий слон · a3 білий кінь · d3 білий пішак · d2 білий слон · e2 білий пішак · a1 біла тура · b1 чорний слон · d1 чорний король · h1 білий король | b8 чорна тура · c8 чорний ферзь · f8 чорний кінь · d7 чорний кінь · f6 чорний слон · a4 білий кінь · e4 біла тура · f4 білий ферзь · g4 білий слон · a3 білий кінь · d3 білий пішак · d2 білий слон · e2 білий пішак · a1 біла тура · b1 чорний слон · d1 чорний король · h1 білий король | b8 чорна тура · c8 чорний ферзь · f8 чорний кінь · d7 чорний кінь · f6 чорний слон · a4 білий кінь · e4 біла тура · f4 білий ферзь · g4 білий слон · a3 білий кінь · d3 білий пішак · d2 білий слон · e2 білий пішак · a1 біла тура · b1 чорний слон · d1 чорний король · h1 білий король | b8 чорна тура · c8 чорний ферзь · f8 чорний кінь · d7 чорний кінь · f6 чорний слон · a4 білий кінь · e4 біла тура · f4 білий ферзь · g4 білий слон · a3 білий кінь · d3 білий пішак · d2 білий слон · e2 білий пішак · a1 біла тура · b1 чорний слон · d1 чорний король · h1 білий король | b8 чорна тура · c8 чорний ферзь · f8 чорний кінь · d7 чорний кінь · f6 чорний слон · a4 білий кінь · e4 біла тура · f4 білий ферзь · g4 білий слон · a3 білий кінь · d3 білий пішак · d2 білий слон · e2 білий пішак · a1 біла тура · b1 чорний слон · d1 чорний король · h1 білий король | 1 |
|   | a | b | c | d | e | f | g | h |   |

1.Tb4? ~ 2.e4#
1. … Sc5 2. T: b1#
1. … Se5 2. Sb2#
1. … Sb6!
1.Td4? ~ 2.e4#
1. … Sb6 2. Sb2#
1. … Sc5 2. Sc3#
1. … Se5!
1. Tc4! ~ 2. e4#
1. … Se5 2. Sc3#
1. … Sb6 2. T: b1#
1. … Sc5 2. Tc1#